# Augusto
Cayo Julio César Augusto, o simplemente Augusto (en latín, Augustus; Roma, 23 de septiembre de 63 a. C.-Nola, 19 de agosto de 14 d. C.), también conocido como Octaviano (Octavianus), fue el fundador del Imperio romano y primer emperador romano. Gobernó desde el año 27 a. C. hasta su muerte en el 14 d. C., tras un prolongado reinado de cuatro décadas. El reino de Augusto dio inicio a un culto imperial así como a una era asociada con la paz imperial, la Pax Romana o Pax Augusta, en la que el mundo romano estuvo libre en gran medida de conflictos armados aparte de guerras de expansión y el Año de los cuatro emperadores. El sistema de gobierno imperial de Principado establecido por Augusto perduró hasta la Crisis del siglo III. 
Nacido bajo el nombre de Cayo Octavio (Gaius Octavius), Augusto era miembro de una rama ecuestre antigua y acaudalada de la plebeya gens Octavia. Su tío abuelo materno Julio César fue asesinado en el año 44 a. C., y Octavio fue nombrado en su testamento como su hijo adoptivo y heredero, y como resultado heredó su nombre, patrimonio y la lealtad de sus legiones. En 27 a. C. el Senado concedió a Octavio usar el cognomen de «Augusto», y por consiguiente se convirtió en Emperador César Augusto (Imperator Caesar Augustus). A causa de los varios nombres que ostentó, es común llamarlo «Octavio» al referirse a los sucesos acontecidos entre 63 y 44 a. C. y «Augusto» después de 27 a. C. En las fuentes griegas, Augusto es conocido como Ὀκταβίος (romanizado «Octavíos», españolizado «Octavio»), Καῖσαρ (romanizado «Kaisar», españolizado «César»), Αὔγουστος (romanizado «Augoustos», españolizado «Augusto») o Σεβαστός (romanizado «Sebastós», españolizado «Venerable», traducción literal de Augustus), dependiendo del contexto. 
El joven Octavio se convirtió en heredero de Julio César tras el asesinato de éste en 44 a. C. Un año después, en 43 a. C., conformó junto con Marco Antonio y Lépido una dictadura militar conocida como el Segundo Triunvirato. Como triunviro, Octavio gobernó Roma y la mayor parte de sus provincias como un autócrata, haciéndose con el poder consular tras las muertes de los cónsules Aulo Hircio y Cayo Vibio Pansa y haciéndose reelegir a sí mismo todos los años. Tiempo después, el triunvirato se iría rompiendo ante las ambiciones de sus creadores: Lépido fue obligado a exiliarse, mientras que Marco Antonio terminó suicidándose tras su derrota en la batalla naval de Accio frente a la flota de Octavio, dirigida por Agripa en 31 a. C.
Con la desaparición del Segundo Triunvirato, Octavio restauró los principios de la República, con lo que el poder gubernamental pasó a establecerse en el Senado, aunque en la práctica él retendría su poder autocrático. Pasaron varios años para que se llegara a determinar la estructura exacta por la cual una entidad republicana podría ser dirigida por un único gobernante; el resultado pasó a conocerse como el Principado. El título imperial nunca llegó a considerarse como un cargo similar a lo que había significado la dictadura romana de la República, y que César y Sila habían ostentado con anterioridad; Augusto rechazó formalmente dicho cargo después de que la sociedad romana «le rogara que asumiera la dictadura». Por ley, Augusto contaba con toda una colección de poderes perpetuos conferidos por el Senado, incluyendo aquellos relativos al tribuno de la plebe y el censor. Ocupó el consulado hasta 23 a. C. Por otro lado, su poder real fue creciendo gracias a su poder económico y a los recursos obtenidos de sus conquistas, creando relaciones de clientela a lo largo del Imperio romano, y ganándose la lealtad de muchos soldados y veteranos militares, la autoridad implícita en los muchos honores y títulos que le eran concedidos por el Senado, y el respeto de la gente. El control de Augusto sobre la mayoría de las legiones de Roma existentes supuso una amenaza armada que podía ser usada contra el Senado, permitiéndole de esta forma coaccionar las decisiones del mismo. Con este poder para eliminar la oposición senatorial mediante el uso de armas, el Senado pasó a adoptar un perfil dócil hacia su estatus soberano. Su reinado por medio del clientelismo, el poder militar y la acumulación de los cargos propios de la extinta República, se convirtió en el modelo a seguir para los posteriores gobernantes.
El mandato de Augusto inició una era de paz relativa conocida como la Paz romana o Pax Augusta (en su honor). Salvo por las constantes guerras fronterizas, y con la excepción de una guerra civil de sucesión imperial que duró un año, la sociedad del Mediterráneo gozó de un ambiente pacífico durante más de dos siglos. De igual forma, Augusto expandió drásticamente el Imperio romano, anexionando Egipto, Dalmacia, Panonia, Nórico y Recia, expandiendo sus posesiones en África y completando la conquista de Hispania, si bien sufrió un importante revés en Germania. Aseguró en el proceso sus fronteras mediante la subordinación a Roma de las regiones circundantes. Además, celebró un acuerdo de paz con el Imperio parto —el más poderoso de sus vecinos— por la vía diplomática, reformó el sistema tributario romano, desarrolló redes de caminos que contaban con un sistema oficial de mensajería, estableció un ejército permanente (así como un pequeño cuerpo de marina), y creó la Guardia Pretoriana junto a fuerzas policiales de seguridad, tanto para mantener el orden como para combatir los incendios en Roma. Resulta destacable añadir que gran parte de la ciudad se reconstruyó bajo su reinado.
Augusto murió en el 14 d. C., a la edad de 75 años, probablemente de causas naturales. Rumores persistentes, sustanciados en alguna medida por muertes en la familia imperial, han afirmado que fue envenenado por su esposa Livia. Tras un largo proceso para solventar los problemas en torno a su heredero, César Augusto fue sucedido por su hijastro Tiberio, hijo de Livia y anterior esposo de Julia, la única hija biológica de Augusto.
Tras su muerte, el Senado lo divinizó, siendo posteriormente adorado por el pueblo romano. A manera de legado, sus nombres «César» y «Augusto» serían adoptados por todos los emperadores posteriores, y el mes de Sextilis sería renombrado «Agosto» en su honor. Asimismo, sus logros son relatados en un documento conocido como Res Gestae Divi Augusti que, a petición del propio Augusto, fue grabado en un par de pilares de bronce y colocado enfrente de su mausoleo, llegando tiempo después a tallarse en gran cantidad de edificaciones, muchas de las cuales han sobrevivido. No obstante, este material es considerado poco objetivo históricamente, y más bien es tratado como un escrito publicitario cuyo objetivo es ofrecer una visión idílica del principado ejercido por Augusto.

## Primeros años

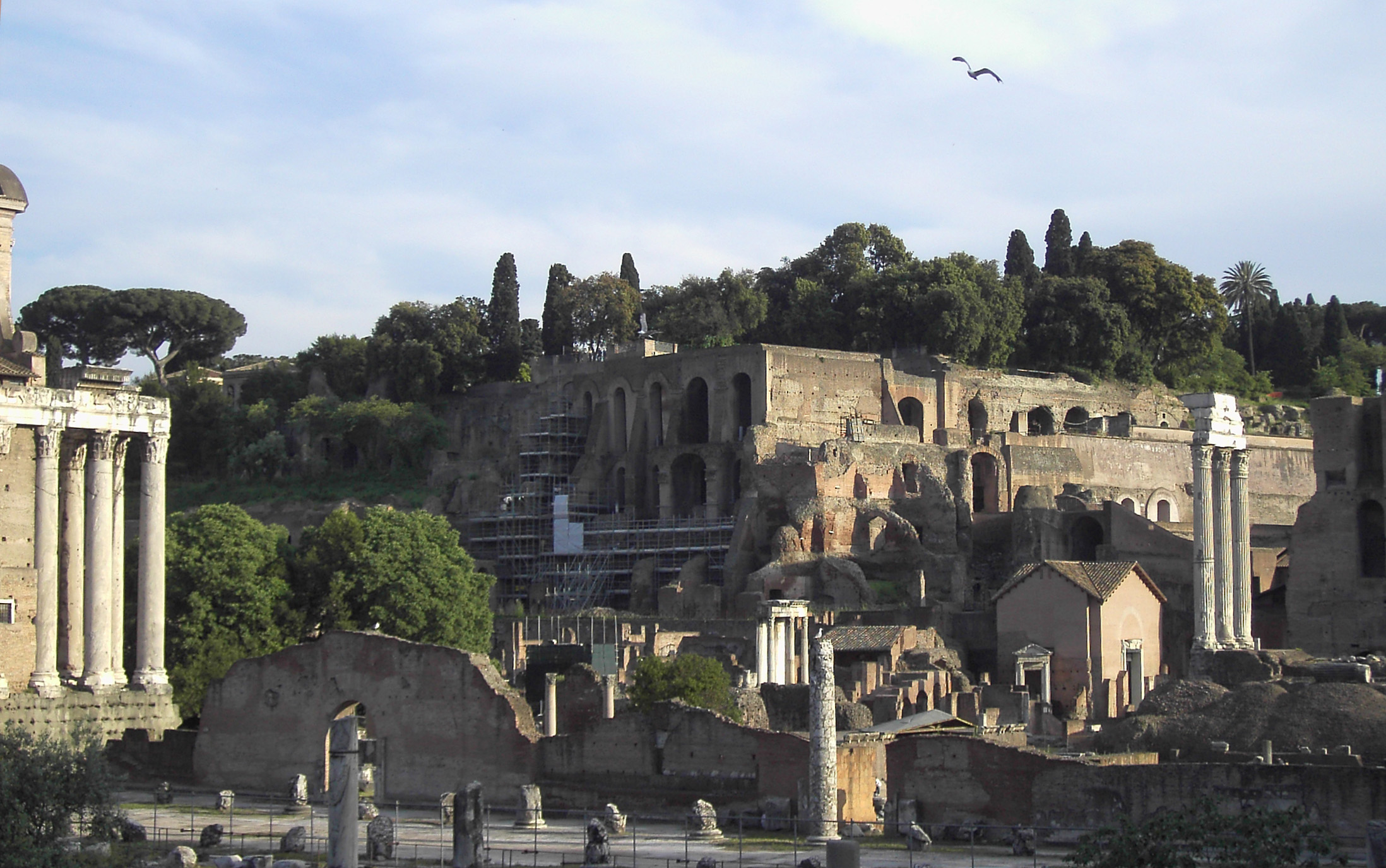
Octavio nació en 63 a. C. en una rica casa en el monte Palatino, ubicado en Roma.

A pesar de que su familia paterna, perteneciente al ordo equestris, provenía de la ciudad de Velletri, situada aproximadamente a unos 40 kilómetros de Roma, Augusto nació ya en la Urbs el 23 de septiembre de 63 a. C., más específicamente en la zona llamada «las Curias Viejas» (in Curis Veteribus), en una mansión ubicada en el monte Palatino, muy cerca del Foro Romano y del Arco de Tito (en excavaciones del año 2011 ha sido hallada la que se cree que puede ser su casa natal).
Al nacer recibió el nombre Cayo Octavio. Un tiempo después, según Suetonio, se le agregó el cognomen «Turino» (Thurinus), probablemente por la victoria de su padre en Turios sobre una rebelión de esclavos en el 60 a. C. Dion Casio le da el nombre de «Cepias» (Caepias), aunque es probable que esto sea un error y se trate de una corrupción de «César» (Caesar).
Debido a la superpoblación de Roma en esa época, Octavio fue llevado a la ciudad natal de su padre, Velletri, para ser criado ahí. En sus Memorias el futuro emperador solo hace una breve referencia a su familia natural del orden ecuestre: su bisabuelo paterno se había desempeñado como un tribuno militar en Sicilia, bajo el mando de Lucio Emilio Papo, durante la segunda guerra púnica, mientras que su abuelo sirvió en varios puestos políticos regionales. Su padre, llamado también Cayo Octavio, fue pretor y gobernador de Macedonia, y su madre, Acia, era la sobrina de Julio César.
Quedó huérfano de padre en 59 a. C., cuando tenía cuatro años de edad. Su madre contraería nuevas nupcias con un exgobernador de Siria, Lucio Marcio Filipo, quien afirmaba ser descendiente de Alejandro Magno y que fue elegido cónsul en 56 a. C. Contrario a lo que pudiera pensarse, Filipo nunca mostró mucho interés en el joven Octavio; debido a lo anterior, Octavio fue criado por su abuela materna Julia la Menor. 
En 52 o 51 a. C., Julia la Menor falleció y Octavio fue el encargado de pronunciar el discurso fúnebre de su abuela. A partir de ese momento su madre y su padrastro asumieron un rol más activo en su educación. Se sabe que Filipo lo educó con una disciplina férrea en los años venideros. Cuatro años después, el joven fue investido con la toga viril, un año antes que la edad establecida para los demás jóvenes romanos, aspecto que demuestra su madurez prematura. El biógrafo Suetonio decía de él que «Poseía una rara belleza (...) Tenía unos ojos vivos y brillantes (...) Tenía dientes pequeños, blancos y desiguales, el cabello ligeramente rizado y algo rubio; las cejas juntas, las orejas medianas, la nariz aguileña y puntiaguda, la tez entre morena y blanca, corta estatura (...)». Asimismo, un par de hechos evidenciaron su disponibilidad para asumir cargos y obligaciones a temprana edad: en 47 a. C., resultó elegido al Colegio de Pontífices y al año siguiente fue puesto a cargo de los juegos griegos que se realizaron en honor al Templo de Venus Genetrix, construido por Julio César. De acuerdo con Nicolás de Damasco, Octavio deseaba unirse a las tropas de César para su campaña en África, pero abandonó el proyecto al oponerse su madre. En 46 a. C., cuando Acia le dio el deseado permiso para unirse a César en Hispania, Octavio cayó enfermo y no pudo viajar.
Una vez recuperado, navegó hacia el frente pero naufragó; tras llegar a la costa con algunos de sus compañeros, cruzó territorio hostil antes de llegar al campamento de César, algo que impresionó de manera considerable a su tío abuelo. El historiador Veleyo Patérculo reportó que, después de eso, César permitió que el joven compartiera su carro. Al regresar a Roma, César depositó discretamente un nuevo testamento con las vestales, nombrando a Octavio como el principal beneficiario.

## Ascenso al poder

### El testamento de César

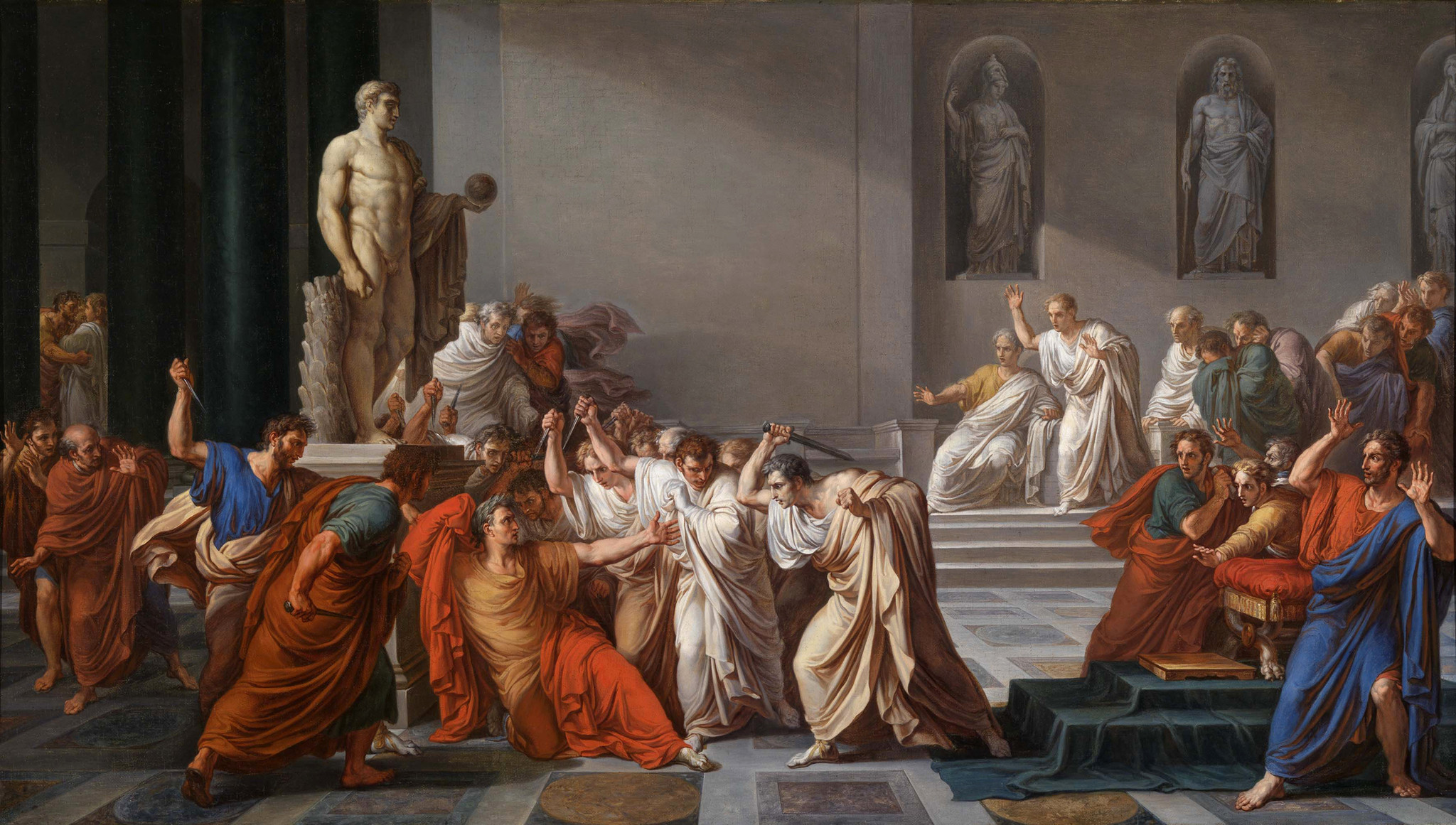
Julio César fue asesinado en 44 a. C. durante los idus de marzo. Morte di Giulio Cesare (1798), pintura de Vincenzo Camuccini.

Para cuando Julio César fue asesinado en los idus de marzo (el 15 de marzo) de 44 a. C., Octavio se hallaba estudiando y formando parte de un entrenamiento militar en Apolonia de Iliria, (en el emplazamiento de la ciudad moderna de Pojan). Tras objetar el consejo de algunos oficiales del ejército de que tomara refugio con las tropas en Macedonia, el joven navegó a Italia para averiguar si tenía algunas potenciales fortunas políticas o, siquiera, posibilidades de afianzar su seguridad. Al llegar a Lupiae, cerca de Brindisi, se enteró del contenido del testamento de César, y solo entonces decidió luchar por convertirse en el heredero político de su tío abuelo, así como beneficiario de las dos terceras partes de su patrimonio. Por otro lado, al no tener ningún hijo legítimo, César adoptó a Octavio como su hijo y principal heredero. Tras la adopción, Octavio asumió el nombre de su tío abuelo, Cayo Julio César. Aunque los romanos que eran adoptados en una nueva familia usualmente retenían sus nombres originales (por ejemplo, «Octaviano» para todo aquel que había sido un «Octavio», «Emiliano» para un «Emilio», etc.), no hay prueba alguna de que él usara en algún momento el nombre Octaviano, lo cual pudo haber vuelto muy lógico el dato de sus orígenes modestos. Sin embargo, a pesar de que nunca usara de manera oficial el nombre Octaviano, para evitar confundir al dictador con su heredero, los historiadores suelen referirse al nuevo César —entre su adopción y asunción, en 27 a. C., de nombre Augusto— como Octaviano. En algún momento, Marco Antonio dijo que Octaviano había sido adoptado por César a través de favores sexuales, aunque Suetonio mencionó, en su obra Vidas de los doce césares, que la acusación de Antonio consistía verdaderamente en una calumnia política.
Debido a su propósito de realizar una entrada exitosa en los peldaños de la jerarquía política romana, Octavio no podía confiar en sus fondos limitados. Tras una cálida recepción por los soldados de César en Brindisi, Octavio demandó una porción de los fondos que habían sido repartidos por César para la tentativa guerra contra el Imperio parto —el vecino más poderoso de Roma— en el Medio Oriente. El dinero acumulado equivalía a setecientos millones de sestercios, monto que se hallaba almacenado en Brindisi, la zona de estacionamiento en Italia para las operaciones militares en territorio oriental. Una posterior investigación senatorial en torno a la desaparición de los fondos públicos rechazó tomar acciones legales contra Octavio, puesto que él había usado, de forma subsecuente, todo aquel dinero acumulado para aumentar sus tropas contra el archienemigo del senado, Marco Antonio. Octavio llevó a cabo otra acción audaz en 44 a. C. cuando, sin poseer permiso oficial, se apropió del tributo anual que había sido enviado de la provincia del oriente próximo de Roma a Italia. Con el paso del tiempo, Octavio empezó a reforzar sus tropas con los legionarios veteranos de César y los cuerpos militares diseñados para la guerra contra los partos, obteniendo un mayor apoyo al enfatizar su estatus como heredero de César. En su marcha a Roma a través de Italia, la presencia de Octavio y sus nuevos fondos adquiridos atrajeron a muchos exveteranos de César en Campania. Para junio, había reunido un ejército de tres mil veteranos leales, cada uno con un salario de quinientos denarios.
Al llegar a Roma, el 6 de mayo de 44 a. C., Octavio encontró al cónsul Marco Antonio, excolega de César, en una frágil tregua con los asesinos del dictador; a estos se les había concedido una amnistía general el 17 de marzo, aunque Antonio había logrado expulsar a la mayoría de ellos de Roma. Esto último se debía al elogio «enardecedor» que dio en el funeral de César, dirigiendo la opinión pública en contra de los asesinos. Aunque Antonio estaba acumulando apoyo político, Octavio todavía tenía la oportunidad de rivalizar con él para ser el dirigente de la facción que apoyaba a César. Además, Antonio había perdido el apoyo de muchos romanos y partidarios de César cuando se opuso, en primera instancia, a la moción hecha para elevar a César a un estatus divino. Octavio no tuvo éxito al intentar persuadir a Antonio de que renunciara al dinero de César para que se lo entregara a él; sin embargo obtuvo, durante el verano, el apoyo de los simpatizantes de César, quienes veían al joven heredero como el mal menor y esperaban ya fuera manipularlo, o servirse de él en sus esfuerzos para deshacerse de Antonio. En septiembre, el orador optimate Marco Tulio Cicerón comenzó a atacar a Antonio en una serie de discursos en los que denunciaba que representaba la mayor amenaza para el orden del Senado. Con la opinión de los romanos cada vez más en su contra y sabiendo que su año de poder consular llegaba pronto a su fin, Antonio intentó aprobar una serie de leyes que le otorgarían finalmente el control sobre Galia Cisalpina, territorio de Décimo Junio Bruto Albino, uno de los asesinos de César. Mientras tanto, Octavio reclutó un ejército privado en Italia al enrolar a los veteranos de César, y el 28 de noviembre obtuvo la lealtad de dos de las legiones de Antonio gracias a su oferta de recompensas de carácter económico. A la vista de la fuerza militar de Octavio, Antonio percibió el peligro que suponía para él permanecer en Roma y, para el alivio del Senado, partió hacia la Galia Cisalpina, que le debía ser entregada para su gobierno a partir del 1 de enero.

### Primer conflicto con Antonio

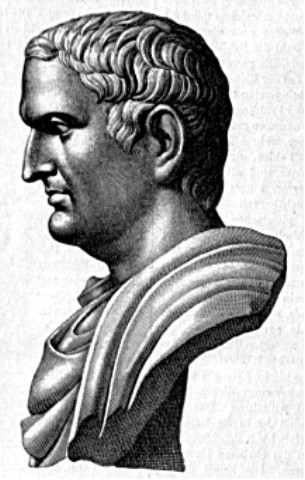
Busto de Marco Antonio, partidario de Julio César y notable personalidad militar en Roma.

Después de que Décimo Bruto rehusara entregar la Galia Cisalpina a Antonio, Antonio lo sitió en Mutina (actual Módena). Las resoluciones dictadas por el Senado para detener la violencia fueron ignoradas por Antonio, a sabiendas de que el Senado carecía de un ejército propio con el cual desafiarlo. Lo anterior, le dio una oportunidad a Octavio, quien se sabía que poseía fuerzas armadas. Durante esta época, Antonio acusó a Octavio de conspirar contra él, y de haber intentado asesinarlo. Sin embargo, el joven no estaba completamente desamparado para afrontar las acusaciones, ya que tenía de su lado a varios personajes importantes que estaban dispuestos a ayudarlo. Entre ellos, Cicerón, que tenía un profundo odio hacia Antonio, defendió a Octavio contra las burlas de Antonio sobre la ausencia de noble linaje en el joven; este respondió: «no tenemos un ejemplo más brillante de devoción tradicional entre nuestros jóvenes». Esto fue, en parte, una refutación a la acusación dirigida por Antonio a Octavio, pues Cicerón citó a Antonio cuando le dijo a aquel: «Tú, muchacho, le debes todo a tu nombre». Con base en esta difícil alianza orquestada por el senador anticesariano Cicerón, el Senado nombró a Octavio senador el 1 de enero de 43 a. C., y asimismo le otorgó el poder de votar junto con los cónsules. Aun cuando el Senado le brindó su apoyo, su verdadero objetivo era debilitar las facciones partidarias de César y ayudar a Bruto, quien se hallaba asediado por Antonio. Así, Octavio recibió el imperium propretoriano, lo cual hizo que su situación al mando de un ejército fuera legal —a diferencia del poder ejercido por Antonio— y así podría ir a socorrer el asedio, junto con los cónsules Hircio y Cayo Vibio Pansa. En abril de 43 a. C., las fuerzas de Antonio fueron vencidas en las batallas de Forum Gallorum y Mutina, forzando a Antonio a retirarse de Galia Narbonense. No obstante, ambos cónsules murieron durante los enfrentamientos, lo que dejó a Octavio como el único comandante en jefe de sus ejércitos.
El Senado, después de entregar un mayor número de condecoraciones a Décimo Bruto que a Octavio por haber derrotado a Antonio, intentó darle el dominio de las legiones consulares a Décimo Bruto, pero Octavio decidió no cooperar. Por el contrario, Octavio permaneció en la llanura padana y rehusó ayudar en las futuras ofensivas en contra de Antonio. En julio, una embajada de centuriones enviada por Octavio llegó a Roma para exigir que se entregara a Octavio el consulado que había quedado vacante tras las muertes de Hircio y de Pansa. Asimismo, exigió que, por un lado, el decreto que declaraba a Antonio como enemigo público fuera anulado y, por el otro, que se disolviera la amnistía dada a los conspiradores responsables de la muerte de César. Cuando recibió la negativa del Senado, Octavio marchó sobre la ciudad de Roma al mando de ocho legiones. No se encontró con ninguna oposición militar en Roma, a pesar de que el Senado había enviado al pretor Manio Aquilio Craso al Piceno a reclutar tropas, y el 19 de agosto de 43 a. C. fue elegido cónsul junto con su familiar Quinto Pedio. Mientras tanto, Antonio formaba una alianza con Lépido, otro líder cesariano.

### Segundo triunvirato

#### Proscripciones

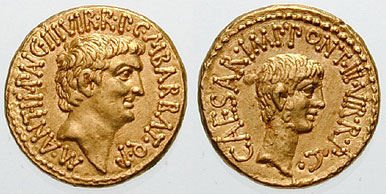
Áureos mostrando los retratos de Marco Antonio (izquierda) y Octaviano (derecha), emitidos en 41 a. C. para celebrar la institución del Segundo Triunvirato por Octaviano, Antonio y Lépido en 43 a. C. Ambos lados poseen la inscripción «III VIR R P C», que significa «Tres hombres con autoridad consular en la organización del Estado».

A pesar de su derrota en Módena, Antonio todavía contaba con un considerable apoyo entre las tropas romanas, llegando a reagrupar sus fuerzas en la Galia, donde llegó a reunir hasta 17 legiones. No obstante, tanto Lépido como Octaviano sabían que, de seguir enfrentándose entre ellos, los partidarios cesarianos se reducirían de manera significativa, lo cual daría ventaja a los asesinos de César ya que no se verían en la necesidad de usar sus fuerzas. Por ello, Lépido planteó la necesidad de una alianza entre ellos; en un encuentro realizado cerca de Bolonia en octubre de 43 a. C., Octaviano, Antonio y Lépido formaron una dictadura militar conocida como el Segundo Triunvirato, cuyo objetivo primordial era el restablecimiento de la autoridad estatal. El acuerdo entre los triunviros cristalizaría en la ley Titia aprobada por la Asamblea romana, en virtud de la cual los triunviros obtenían poderes especiales por una duración de cinco años. Este carácter oficial distingue el Segundo Triunvirato del Primer Triunvirato integrado por Cneo Pompeyo Magno, Julio César y Marco Licinio Craso, que no pasó de ser un mero acuerdo político privado entre las partes, a través del cual controlaban las elecciones y decisiones de las distintas instituciones de la República.
A continuación, los triunviros pusieron en marcha una serie de proscripciones en las que supuestamente se puso fuera de la ley a trescientos senadores y dos mil équites, siendo privados de sus propiedades e inclusive, para aquellos que no lograran escapar, de sus vidas. La cifra de trescientos senadores proviene del cálculo de Apiano, si bien Tito Livio, autor anterior a él, afirmó que solamente habían sido perseguidos ciento treinta. Este decreto publicado por el triunvirato se debió en parte a una necesidad de obtener dinero para pagar los salarios de las tropas que habrían de participar en el inminente enfrentamiento contra los asesinos de César, Marco Junio Bruto y Cayo Casio Longino. Se ofrecieron recompensas a cambio de la detención de los proscritos —veinticinco mil dracmas a los soldados que mataran a un proscrito y llevaran su cabeza a Roma, y la manumisión a los esclavos que asesinaran a sus amos proscritos— para incentivar que los ciudadanos les persiguieran, mientras que los activos y propiedades de los detenidos eran requisadas y quedaban en poder de los triunviros.
Los historiadores romanos contemporáneos se contradicen entre ellos en relación con cuál de los triunviros fue más responsable por las proscripciones y los asesinatos. Sin embargo, las fuentes coinciden en el hecho de que la promulgación de las proscripciones fue un acuerdo hecho conjuntamente por las tres facciones con el propósito de eliminar a los enemigos políticos. Veleyo Patérculo afirmó que Octaviano había tratado de evitar las proscripciones de cargos públicos, y acusa a Lépido y a Antonio de ser los culpables de haberlas puesto en marcha. Dion Casio también defendió a Octaviano al mencionar que trató de descartar a la mayor cantidad posible de personas de las listas de proscritos, mientras que Antonio y Lépido, al estar involucrados en la política un mayor tiempo que él, tenían más enemigos que liquidar. Apiano rechazó esta afirmación y mantenía que Octaviano compartía un interés equiparable al de Antonio y Lépido para erradicar a sus adversarios políticos. Suetonio, por su parte, relata los hechos diciendo que Octaviano, aunque se había mostrado al principio reacio a las proscripciones, finalmente persiguió a sus rivales con incluso más rigor que los otros dos triunviros. Plutarco describió este acontecimiento como despiadado, calificándolo como un intercambio encarnizado de amigos y familiares entre Antonio, Lépido y Octaviano. Por ejemplo, Octaviano permitió la proscripción de su aliado Cicerón, mientras que Antonio admitió la de su tío materno Lucio Julio César y Lépido la de su hermano Lucio Emilio Paulo. Algunas fuentes conciben que el hecho de proscribir amigos y familiares era para apropiarse de sus propiedades y amasar una fortuna mayor con el fin de asegurar su hegemonía en Roma.

#### Batalla de Filipos y división territorial

Mapa donde se ilustran los movimientos de los distintos ejércitos involucrados en la batalla de Filipos, en 42 a. C.

El 1 de enero de 42 a. C. el Senado reconoció de manera póstuma a Julio César como una divinidad del estado romano: Divus Iulius. Para apoyar su causa, Octaviano hizo hincapié en el hecho de que, en consecuencia, él, como hijo adoptivo de César, era ahora Divi filius («Hijo del Dios»). Tras esto, Antonio y Octaviano enviaron por mar a 28 legiones para enfrentarse a los ejércitos de Bruto y Casio, que habían instalado su base de poder en Grecia. Tras dos enfrentamientos en Filipos, Macedonia, en octubre de ese mismo año, el ejército cesariano logró la victoria y tanto Bruto como Casio se suicidaron. De acuerdo a Suetonio, Octaviano «no mostró moderación en la victoria, enviando a Roma la cabeza de Bruto, para que la arrojaran a los pies de la estatua de César, aumentando así con sangrientos ultrajes los castigos que impuso a los prisioneros más ilustres». Por otra parte, Marco Antonio usaría luego los ejemplos de dichas batallas para menospreciar a Octaviano, puesto que las dos contiendas habían sido ganadas de forma decisiva con el uso de las tropas de Antonio. Además de exigir el reconocimiento por las victorias, Antonio calificó a Octaviano como un cobarde por haberle entregado el control militar directo de sus legiones a Marco Vipsanio Agripa.
En cualquier caso, tras la batalla de Filipos los triunviros llegaron a un nuevo acuerdo territorial para el reparto de poder: mientras que Antonio dejaba la Galia, las provincias de Hispania e Italia en manos de Octaviano, recibía el control de la parte oriental del imperio. Antonio viajó a Egipto, en donde se alió con la reina Cleopatra VII, la examante de Julio César y madre del hijo natural de César, Cesarión. Sintiéndose frustrado por la decisión tomada por Antonio, quien le había cedido Hispania a Octaviano, Lépido se quedó solamente con la provincia de África. Octaviano tuvo que decidir en qué lugares de Italia habría de asentar a las decenas de miles de veteranos de la campaña de Macedonia, algo que los triunviros se comprometieron a cumplir desde un inicio. Además, las decenas de miles que habían peleado del lado republicano con Bruto y Casio, que fácilmente podrían aliarse con un oponente político de Octaviano en caso de que no se les contentase, requerían igualmente un lugar para establecerse. Ya no había más terreno público controlado por el gobierno para destinarlo como asentamiento para sus soldados, por lo que Octaviano debía elegir una entre dos opciones: enfrentarse a muchos ciudadanos romanos mediante la confiscación de sus tierras o enfrentarse a muchos soldados romanos, que a su vez podrían provocar una gran oposición en su contra en el corazón de Roma. Finalmente, Octaviano eligió la primera opción. En total, hubo hasta 18 ciudades romanas afectadas por los nuevos asentamientos, inclusive poblaciones enteras que fueron expulsadas o, al menos, desalojadas parcialmente de sus tierras.

#### Rebelión y alianzas matrimoniales
La insatisfacción generalizada con Octavio por los asentamientos de sus soldados incitó a muchos a que se concentraran de lado de Lucio Antonio, hermano de Marco Antonio, que contaba con el apoyo de una mayoría considerable en el Senado. Mientras tanto, Octaviano pidió el divorcio de Claudia (hija de Fulvia y de su primer esposo, Publio Clodio Pulcro), reclamando que el matrimonio nunca se había llegado a consumar; como resultado, decidió devolverla con su madre, la esposa de Antonio. Fulvia, insultada, decidió responder: junto con Lucio Antonio, formó un ejército en Italia para aliarse a las fuerzas de Antonio en contra de Octaviano. Sin embargo, la apuesta política de Lucio y Fulvia al oponerse a Octaviano era muy arriesgada, ya que el ejército romano todavía dependía de los triunviros para obtener sus salarios. Lucio y sus aliados terminaron siendo sitiados en Perusia (actual Perugia), en donde Octaviano los obligó a rendirse a principios de 40 a. C. Lucio y su ejército fueron perdonados gracias a su parentesco con Antonio, cuya influencia era predominante en Oriente, mientras que Fulvia fue exiliada a Sición. Sin embargo, Octaviano se mostró despiadado con los aliados políticos de Lucio; el 15 de marzo, aniversario del asesinato de Julio César, mandó ejecutar a trescientos senadores romanos y équites acusados de haberse aliado con Lucio. Asimismo, Perusia fue saqueada e incendiada como advertencia a los demás. Este evento sangriento manchó de alguna forma el legado de Octaviano, llegando a ser criticado por muchos, entre ellos el poeta augusto Propercio.

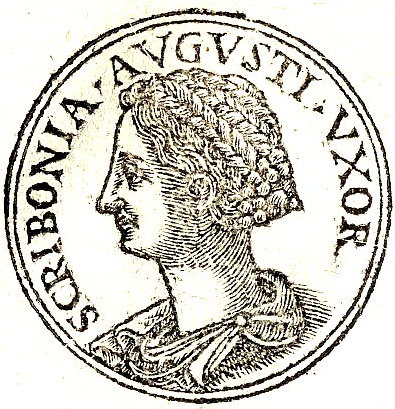
Escribonia fue la segunda esposa de Octavio y madre de su única hija natural, Julia la Mayor.

Por otro lado Sexto Pompeyo, hijo del extriunviro Cneo Pompeyo Magno, se había convertido en un general renegado desde la victoria de César sobre su padre y sobre el bando republicano. Finalmente se había establecido en Sicilia y Cerdeña como parte de un acuerdo alcanzado con el Segundo Triunvirato en 39 a. C. Tanto Antonio como Octaviano competían por consolidar una alianza con él, quien irónicamente era miembro del partido republicano, y opositor a la facción cesariana. Octaviano consiguió una alianza temporal con él cuando se casó con Escribonia, hija de Lucio Escribonio Libón —suegro y partidario de Pompeyo—. Escribonia concibió la única hija natural de Octaviano, Julia la Mayor, quien nació el mismo día que Octaviano pidió su divorcio para casarse con Livia Drusilla, poco menos de un año después de haberse casado con Escribonia.
Mientras tanto, en Egipto, Antonio comenzó una relación amorosa con Cleopatra, concibiendo con ella tres hijos (Alejandro Helios, Cleopatra Selene II y Ptolomeo Filadelfo). Consciente de su relación cada vez más deteriorada con Octaviano, Antonio dejó a Cleopatra y, en 40 a. C., navegó a Italia con una gran fuerza para enfrentarse a Octaviano, logrando poner asedio sobre la ciudad de Brindisi. Sin embargo, este nuevo conflicto demostró ser insostenible tanto para Octaviano como para Antonio; sus centuriones, que se habían convertido en figuras políticamente importantes, se negaron a luchar debido a su causa cesariana, y las legiones bajo su comando siguieron su ejemplo. Mientras tanto, en Sición, la esposa de Antonio falleció de una repentina enfermedad justo cuando Antonio estaba en camino para encontrarse con ella. Los dos acontecimientos, es decir, la muerte de Fulvia y el motín de los centuriones, permitieron que los triunviros lograran una reconciliación. En otoño de 40 a. C., Octaviano y Antonio aprobaron el Tratado de Brindisi por el cual Lépido seguiría en África, Antonio en Oriente y Octaviano en Occidente. La península italiana quedó accesible a todos ellos para el reclutamiento de los soldados aunque, en realidad, esta disposición resultaba inútil para Antonio desde Oriente. Con el fin de consolidar aún más su alianza con Antonio, Octaviano le ofreció a su hermana, Octavia la Menor, en matrimonio a finales de ese año. Durante su matrimonio, Octavia procreó dos hijas (conocidas como Antonia la Mayor y Antonia la Menor).

#### Guerra con Sexto Pompeyo

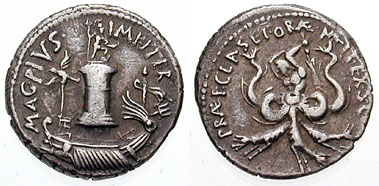
Denario de Sexto Pompeyo, acuñado en honor a su victoria sobre la flota de Octaviano. En el anverso se puede ver el faro de Mesina, que sirvió para derrotar a Octaviano. En el reverso, el monstruo Escila.

En Italia, Sexto Pompeyo amenazó a Octaviano con rechazar los envíos de grano a la península por medio del Mediterráneo; el propio hijo de Pompeyo había sido puesto a cargo como comandante naval con el objetivo de provocar una hambruna generalizada en Italia. El control de Pompeyo sobre el mar lo llevó a adoptar el nombre Neptuni filius («hijo de Neptuno»). En 39 a. C., se llevó a cabo un acuerdo de paz temporal con él mediante el tratado de Miseno; el bloqueo de Italia fue levantado una vez que Octaviano le concedió a Pompeyo los territorios de Cerdeña, Córcega, Sicilia y el Peloponeso, asegurándole también una posición futura como cónsul para 35 a. C. Sin embargo, el acuerdo territorial entre los triunviros y Sexto Pompeyo comenzó a desmoronarse cuando Octaviano se divorció de Escribonia y contrajo matrimonio con Livia, el 17 de enero de 38 a. C. Asimismo, uno de los comandantes navales de Pompeyo lo traicionó y devolvió el control de Córcega y Cerdeña a Octaviano. Para atacar a Pompeyo, Octaviano necesitaba apoyo adicional de Antonio, por lo que decidió establecer un nuevo acuerdo con tal de extender la duración del Segundo Triunvirato por otros cinco años más, a partir de 37 a. C. Si bien Antonio accedió a apoyarlo contra Pompeyo, este esperaba obtener también ayuda para su campaña contra el Imperio parto, a manera de venganza de la derrota sufrida en Batalla de Carras en 53 a. C. En un encuentro celebrado en Tarento, Antonio le concedió ciento veinte barcos a Octaviano para que fueran usados contra Pompeyo, mientras que Octaviano le enviaría veinte mil legionarios que Antonio usaría contra los partos. Sin embargo, Octaviano envió solo una décima parte de su propuesta original, lo cual fue visto por Antonio como una provocación intencionada de su parte.
Octaviano y Lépido lanzaron una operación conjunta contra Pompeyo en Sicilia en 36 a. C. A pesar de los primeros reveses que tuvo Octaviano, su general Agripa logró destruir casi por completo a la flota de Pompeyo el 3 de septiembre, en la batalla de Nauloco. Sexto huyó al Oriente con lo que quedaba de sus tropas, pero al año siguiente sería capturado y ejecutado en la comuna de Mileto por uno de los generales de Antonio. Tanto Lépido como Octaviano reagruparon las tropas vencidas de Pompeyo, sin embargo Lépido se sintió con la autoridad suficiente como para reclamar el territorio de Sicilia para él, ordenando a Octaviano que abandonara el lugar. No obstante, las tropas de Lépido desertaron de su bando y se pasaron al bando de Octaviano, hartas de tanto enfrentamiento y tentados por las promesas de recompensas monetarias de Octaviano. Finalmente, Lépido se rindió ante Octaviano y, aunque se le permitió retener el cargo de pontifex maximus, fue expulsado del Triunvirato, finiquitando su carrera pública y exiliándolo a la villa romana de Cabo Circei, en Italia. El gobierno del territorio romano pasó entonces a estar dividido entre Octaviano, en Occidente, y Antonio, en Oriente. Para mantener la paz y estabilidad en su porción del Imperio, Octaviano le garantizó a los ciudadanos de Roma sus derechos de propiedad. Esta vez estableció a sus soldados retirados fuera de Italia y devolvió a treinta mil esclavos que previamente habían huido para unirse al ejército y a la armada de Pompeyo a sus antiguos amos. Para asegurar su propia seguridad, así como la de Livia y la de Octavia una vez que regresaran a Roma, Octaviano hizo que el Senado le otorgase la inmunidad soberana del tribuno (o sacrosanctitas) tanto para él como para su esposa y su hermana.

#### Guerra con Antonio

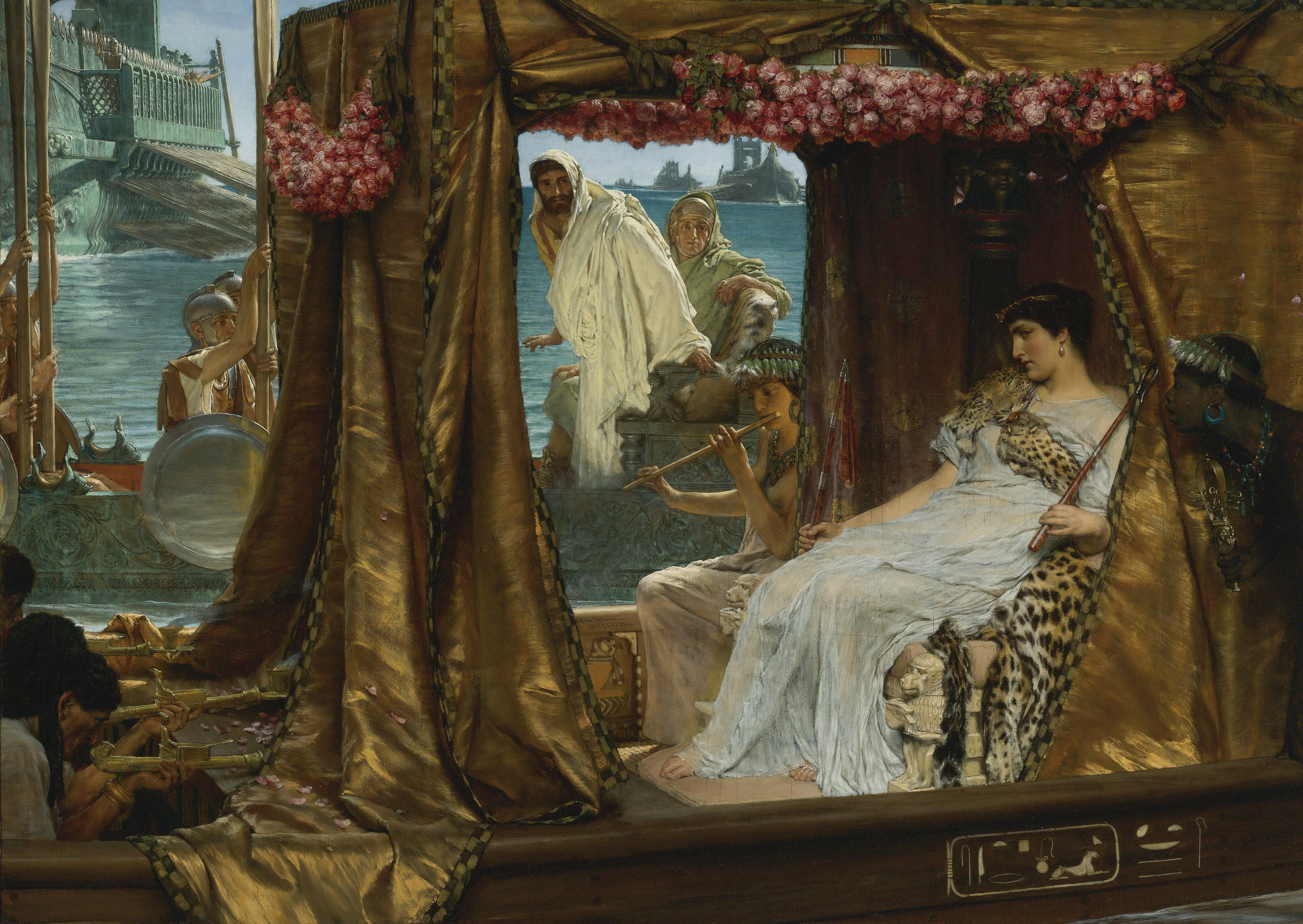
Antonio y Cleopatra, por Lawrence Alma-Tadema

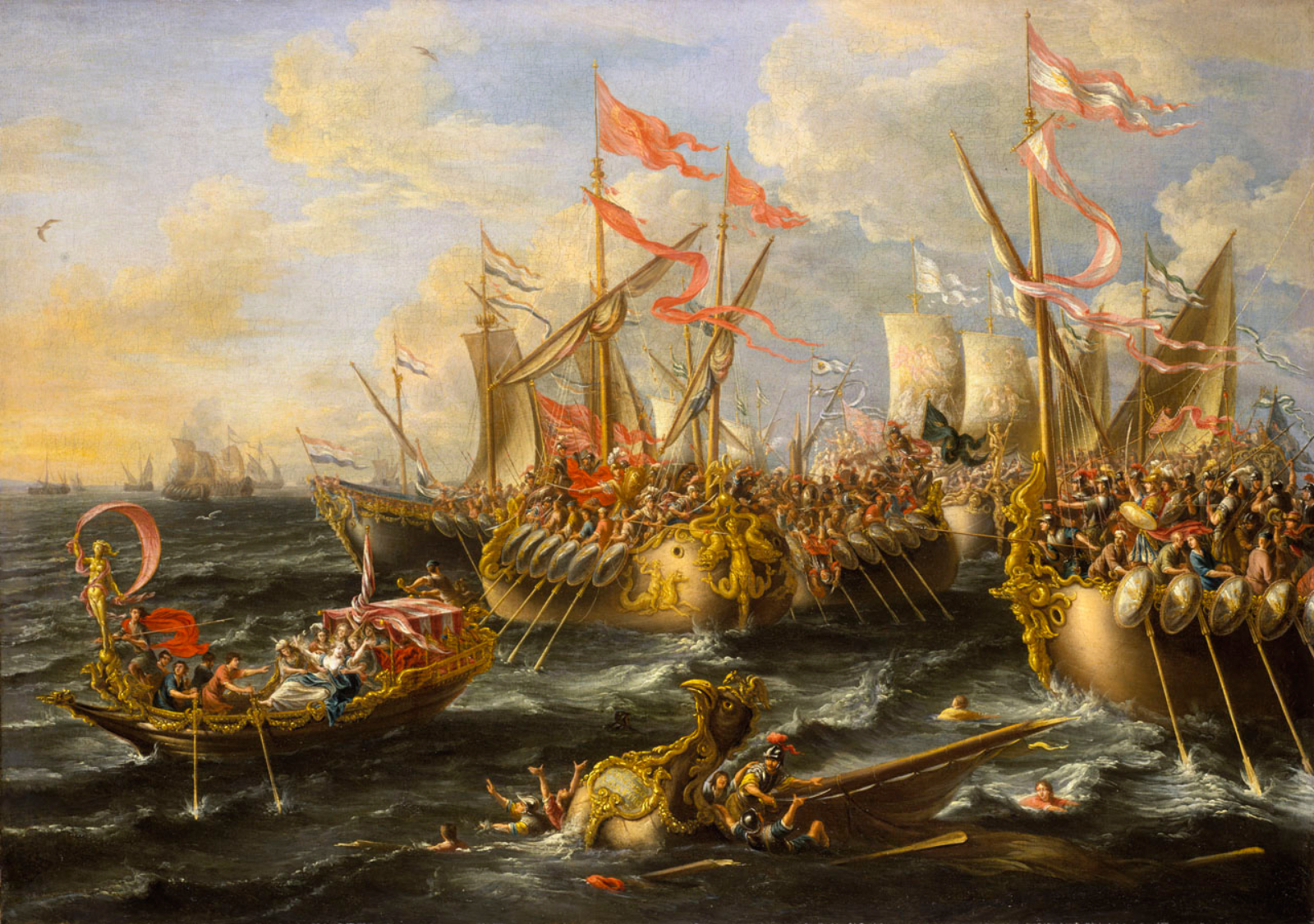
Representación de la batalla de Accio, en la que se enfrentaron las flotas de Octaviano, bajo el mando del general Agripa, y las de Marco Antonio y Cleopatra, en 31 a. C. Pintura de Lorenzo A. Castro, en 1672.

Para entonces Roma se encontraba dividida entre Oriente y Occidente; en el primero, Marco Antonio se ocupaba de la reorganización de Egipto mientras que, en Occidente, Octaviano estaba enfocado en apoyar las actividades agrícolas e integrar al mismo tiempo las provincias romanas en esta región. La campaña de Antonio contra los partos terminó en desastre, empañando su imagen de jefe; los dos mil legionarios enviados por Octaviano apenas resultaron ser suficientes para recuperar la fuerza militar en la región. Por otra parte, Cleopatra tenía capacidad para restaurar su ejército íntegramente, y puesto que Antonio ya estaba comprometido sentimentalmente con ella, decidió enviar a Octavia de vuelta a Roma. En primera instancia, Octaviano usó esta acción de Antonio como recurso propagandístico en contra de Antonio, manifestando que el general se estaba volviendo cada vez menos romano, sirviendo como muestra el hecho de haber rechazado a una esposa legitima romana por una «pareja íntima de Oriente». En 36 a. C., Octaviano utilizó también una táctica política para parecer menos autócrata y convertir a Antonio en el principal villano al proclamar que las guerras civiles estaban llegando a su fin, y que él dejaría su cargo como triunviro si Antonio hacía lo mismo; este último denegó la propuesta.
Después de la conquista de Armenia por parte de las tropas romanas en 34 a. C., Antonio designó a su hijo Alejandro Helios como el gobernante de ese territorio. También otorgó el título de «Reina de los Reyes» a Cleopatra. Octaviano utilizó ambos actos para convencer al Senado de que Antonio tenía ambiciones para disminuir la preeminencia de Roma en la región. Cuando Octaviano volvió a asumir la magistratura del consulado el 1 de enero de 33 a. C., abrió la primera sesión del Senado con un vehemente ataque contra las concesiones de títulos y territorios ofrecidas por Antonio a sus familiares y su reina. Diversos cónsules y senadores se precipitaron a defender a Antonio al mirar con incredulidad la propaganda (que terminó siendo cierta), aunque también hubo políticos que desertaron del bando antoniano para empezar a apoyar a Octaviano para el otoño de 32 a. C. Entre esos desertores, Lucio Munacio Planco y Marco Ticio dieron a Octaviano la información que necesitaba para reafirmar ante el Senado todas las acusaciones que había hecho en contra de Antonio. Al asaltar el santuario de las vestales, siendo nombrado «Dux» por el Senado, Octaviano obligó a sus sacerdotisas que le entregaran el testamento secreto de Antonio, por el cual le regalaba a sus hijos los territorios bajo dominio de Roma para que estos los gobernaran como reinos, además de incluir sus planes de construir una tumba en Alejandría para su reina y él, donde ambos serían enterrados tras sus muertes. Casi al instante, el documento fue leído íntegramente ante la plebe. Como resultado de lo anterior, a finales de ese año el Senado revocó de manera oficial los poderes de Antonio como cónsul y declaró la guerra al régimen de Cleopatra en Egipto.
A principios de 31 a. C., mientras Antonio y Cleopatra se hallaban estacionados temporalmente en Grecia, Octaviano obtuvo una victoria preliminar cuando su armada, comandada por Agripa, logró transportar con éxito a las tropas a través del mar Adriático. Mientras que Agripa se ocupaba de bloquear las rutas marítimas usadas para las líneas de suministro por Cleopatra y Antonio, Octaviano desembarcó justo enfrente de la isla de Corcira (actual Corfú), y marchó hacia el sur. Atrapados tanto por mar como por tierra, empezaron a surgir desertores del ejército de Antonio que se unían día a día a las tropas de Octaviano, mientras que las fuerzas de Octaviano se encontraban lo suficientemente confortables como para preparar con calma el enfrentamiento.
En un intento desesperado por liberar el bloqueo naval, las flotas de Antonio navegaron a través de la bahía de Accio, en la costa occidental de Grecia. Fue en ese lugar donde las fuerzas de Antonio, cuya flota era dirigida por Cayo Sosio en su ala izquierda y por Lucio Gelio Publícola en la derecha, se enfrentaron a las flotas de Octaviano, comandadas por Agripa, —las cuales a pesar de estar formadas por naves más pequeñas, eran más numerosas que las de Antonio— en la batalla de Accio el 2 de septiembre de 31 a. C. Antonio y sus fuerzas restantes solo lograron salvarse gracias a la intervención de la flota de Cleopatra, que había permanecido cerca de ahí como último recurso en caso de una derrota. Octaviano no desistió en su persecución, y tras otra victoria en Alejandría el 1 de agosto de 30 a. C., Antonio y Cleopatra se suicidaron; Antonio cayó sobre su propia espada entre los brazos de Cleopatra, mientras que ella se dejó morder por una serpiente venenosa. Habiendo aprovechado su posición como heredero de César en pro de su trayectoria política, Octaviano era muy consciente de los riesgos que supondría permitir que otro tuviera la oportunidad de compartir el mismo camino así que, según fuentes, tras comentar que «dos Césares eran demasiados», ordenó que Cesarión —hijo natural de Julio César y Cleopatra— fuera asesinado de un certero golpe de espada «sin remordimiento alguno», apenas desembarcó este en Alejandría, dejando solamente con vida a los hijos de Antonio y Cleopatra, con la excepción de Marco Antonio Antilo, hijo mayor de Antonio y Fulvia.
Cabe señalarse que aunque previamente Octaviano mostró poca misericordia hacia los combatientes militares, actuando asimismo en formas que lo habían vuelto impopular con la sociedad romana, fue reconocido por la plebe por perdonar a muchos de sus oponentes tras la batalla de Accio. Asimismo, para celebrar la victoria en Accio, fundó cerca de ahí Nicópolis.

## Octavio se convierte en Augusto
Tras la batalla de Accio y la derrota de Antonio y Cleopatra, Octavio se hallaba en condiciones de gobernar por sí solo la República íntegra en virtud de un principado no oficial. Sin embargo, para alcanzar este objetivo antes tendría que recurrir a diversas formas de incrementar su poder formal, manipulando al Senado y al pueblo. Debía aparentar que apoyaba y respetaba las tradiciones republicanas de Roma con tal de evidenciar que su objetivo no era aspirar una dictadura o monarquía. Al marchar a Roma, Octavio y Agripa fueron elegidos cónsules por el Senado. Aun cuando las guerras civiles habían dejado a Roma en un estado próximo a la anarquía, la República no estaba preparada para aceptar el mando de un déspota en la figura de Octavio. Al mismo tiempo, Octavio no podía simplemente renunciar a su autoridad sin correr el riesgo, a su vez, de promover más guerras civiles entre los generales romanos y, aunque no pretendiera ostentar autoridad alguna, su posición le exigía mirar hacia el bienestar de la ciudad de Roma y las provincias romanas. A partir de entonces, los objetivos de Octavio consistieron en devolver a Roma la estabilidad, la legalidad tradicional y el civismo —esto último mediante el levantamiento de la evidente opresión política impuesta a los tribunales de justicia así como la certificación de elecciones libres, por lo menos en concepto—.

### Primer pacto

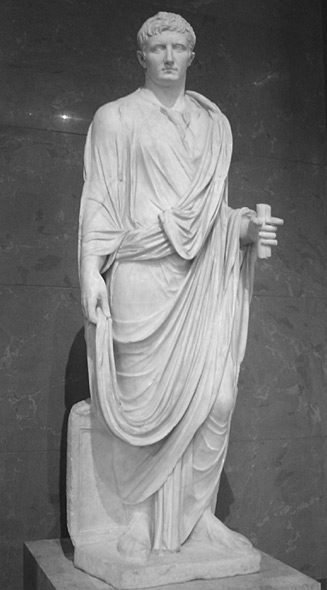
Augusto como magistrado; la cabeza de mármol de la estatua fue esculpida c. 30-20 a. C., y el cuerpo en el siglo a. C. (Museo del Louvre, París).

En 27 a. C., Octavio devolvió oficialmente el poder al Senado romano, renunciando al control de las provincias romanas y sus ejércitos. Sin embargo, en virtud del consulado de Octavio, el Senado contó con una jurisdicción limitada al momento de presentar proyectos de ley para su debate senatorial. Aunque Octavio ya no dirigía el control de las provincias y ejércitos, retuvo la lealtad de los soldados en servicio activo así como de los veteranos. Las trayectorias de muchos clientes y seguidores dependía de su patrocinio, puesto que el poder financiero de Octavio en Roma no tenía rival alguno. Según el historiador Werner Eck:

La suma de su poder se derivó en primer lugar de todos los diversos poderes oficiales que le fueron delegados por el Senado y el pueblo, en segundo lugar de su vasta fortuna privada y por último de las numerosas relaciones patrón-cliente que estableció con individuos y grupos a través de todo el Imperio. Todo esto en conjunto formó la base de su auctoritas, a la cual él mismo se refirió como el fundamento de sus acciones políticas.

A grandes rasgos, el público era consciente de los vastos recursos financieros que controlaba Octavio. Por ejemplo, en un momento en el que no consiguió alentar a suficientes senadores para que financiaran la construcción y mantenimiento de las calzadas romanas de Italia, él mismo se hizo cargo directamente de esa responsabilidad en 20 a. C. Esta labor se dio públicamente a conocer a través de las monedas romanas emitidas en 16 a. C., después de haber donado vastas cantidades de dinero al aerarium, el tesoro público.
No obstante, según H. H. Scullard, el poder de Augusto se basaba en el ejercicio de «un poder militar predominante y [...] la sanción definitiva de su autoridad era el uso de la fuerza, a pesar de todo lo que se intentara disimular el hecho».
Tiempo después el Senado le propuso a Augusto, vencedor de las guerras civiles romanas, que asumiera una vez más el control de las provincias. La propuesta senatorial suponía la ratificación del poder extraconstitucional de Augusto. A través del Senado, Octavio era capaz de mantener la apariencia de la vigencia de la antigua constitución republicana. Aceptó, reacio en apariencia, una responsabilidad de diez años de duración sobre la supervisión de determinadas provincias cuyo estado en aquel momento se consideraba caótico. Las provincias que le fueron cedidas, y que él debería pacificar en el periodo de diez años, abarcaban la mayor parte del mundo romano conquistado, incluyendo Hispania, Galia, Siria, Cilicia, Chipre y Egipto. Además, el dominio de esas provincias le daba a Octavio el control de la mayor parte de las legiones romanas.
Mientras ostentaba el cargo de cónsul en Roma, Octavio consignó senadores a las provincias de su dominio a manera de representantes, con la finalidad de gestionar los asuntos de cada provincia y asegurarse de que sus órdenes se llevaran a cabo. Por otra parte, las provincias que no eran controladas por Octavio se encontraban supervisadas por gobernadores que eran elegidos por el Senado. Octavio se convirtió en la figura política más poderosa en la ciudad de Roma y en la mayoría de sus provincias, aunque no contaba con el único monopolio del poder político y militar: el Senado todavía controlaba la región norte de África, un productor importante de grano del imperio, así como Iliria y Macedonia, dos regiones militarmente estratégicas con varias legiones acantonadas en su territorio. No obstante, el mando de tan solo cinco o seis legiones distribuidas entre tres procónsules senatoriales, comparado con las veinte legiones dirigidas directamente por Octavio, implicaba que el control de dichas zonas por parte del Senado no suponía ningún tipo de amenaza política o militar a Octavio. Por otro lado, el control del Senado sobre algunas de las provincias romanas ayudaba a mantener una fachada republicana para el principado autocrático, mientras que el control de Octavio de provincias enteras, en las cuales sus objetivos consistían en asegurar la paz y crear un ambiente de estabilidad, partía de los precedentes de la era republicana, en la cual prominentes romanos como Cneo Pompeyo Magno habían obtenido poderes militares equiparables en tiempos de crisis e inestabilidad.

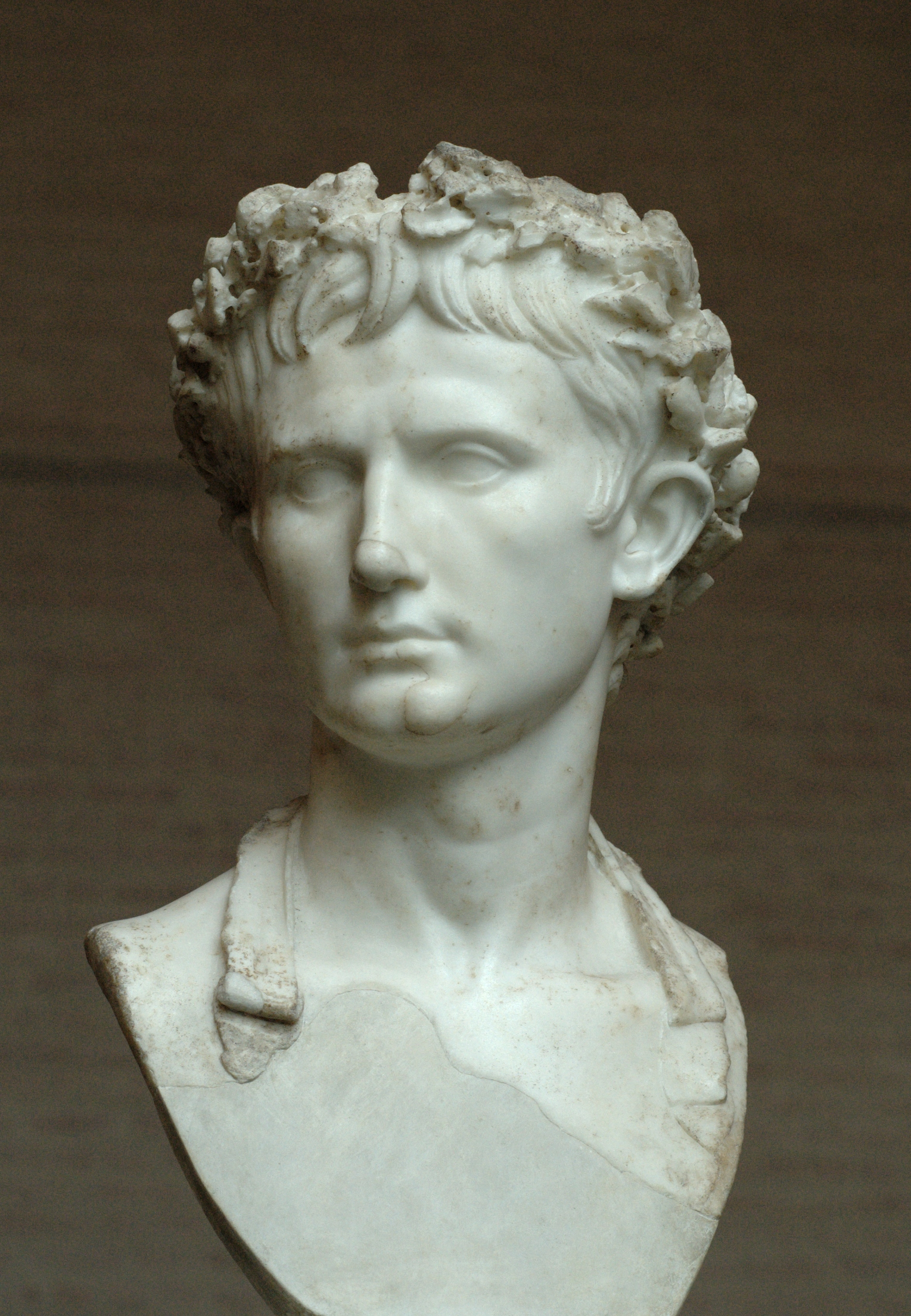
Busto de Augusto portando la corona cívica. Gliptoteca de Múnich.

El 16 de enero de 27 a. C., el Senado otorgó a Octavio, de manera inédita, los recién creados títulos de «Augusto» y «Princeps». Augusto, del latín augere (refiriéndose a un incremento), que pudiera ser traducido como «el ilustre», era un título religioso más que político. De acuerdo a las creencias religiosas en la Antigua Roma, el título simbolizaba un sello de autoridad sobre la humanidad —y sobre la naturaleza— que iba más allá de cualquier definición constitucional para el estatus de Octavio. Tras los duros métodos que empleó para consolidar su dominio, el cambio en el nombre, sugerido por Lucio Munacio Planco, serviría además para desmarcar su reinado benigno como Augusto, de su reinado de terror como Octavio. De igual forma, su nuevo título le favorecía más que el de «Romulus», que previamente él había concebido en referencia a la historia de los fundadores de Roma, algo que hubiera simbolizado una segunda fundación de Roma. No obstante, el título de Romulus estaba asociado fuertemente con nociones de monarquía y realeza, una imagen que Octavio intentaba evitar a toda costa. Por otra parte, Princeps, proveniente de la frase en latín primum caput («el primero»), originalmente estaba vinculado al senador más viejo o notable y cuyo nombre aparecía en primer lugar en la lista senatorial principal; en el caso de Augusto, se convertiría casi en un título real adoptado por un líder que poseía el dominio completo. Princeps también se usó como un título republicano concedido a todos aquellos que habían servido bien al estado; por ejemplo, Cneo Pompeyo había ostentado el título. Además, Augusto se proclamó asimismo como Imperator Caesar divi filius, «Comandante César, hijo del deificado». Con este título no solamente se jactaba de su parentesco con el divino Julio César, sino que el uso de Imperator establecía un vínculo permanente a la tradición romana de la victoria. El término Caesar solo era un cognomen para una rama de la familia Julia, aunque ciertamente Augusto trasladó su significado a una nueva línea familiar que habría de comenzar con él.
A Augusto se le otorgó también el derecho de colgar la corona cívica de roble encima de su puerta y de colocar laureles a manera de cubiertas para sus jambas. Esta corona usualmente se usaba sobre la cabeza de un general romano durante un triunfo, mientras que el individuo que mantenía la corona encima de la cabeza del general repetía continuamente la frase memento mori, o, «Recuerda que eres mortal», al general victorioso. Adicionalmente, las hojas de laurel tenían una especial importancia en varias ceremonias del estado, y las coronas de laurel eran concedidas a los campeones de atletismo, carreras y pruebas dramáticas. Así, tanto el laurel como el roble eran símbolos provenientes en su totalidad de la religión y la política romana; situarlos en las jambas de Augusto equivaldría a declarar su casa como la capital de Roma. Sin embargo, Augusto rehusó símbolos de poder tales como el uso de un cetro, una diadema, e inclusive la corona dorada y la toga púrpura usadas por su predecesor Julio César. Si bien rechazaba simbolizar su poder mediante el uso de dichos objetos en su persona, el Senado le otorgó en cualquier caso el reconocimiento de un escudo dorado expuesto en la sala de reuniones de la Curia, con la leyenda virtus, pietas, clementia, iustitia —«valor, piedad, clemencia y justicia»—.

### Segundo pacto

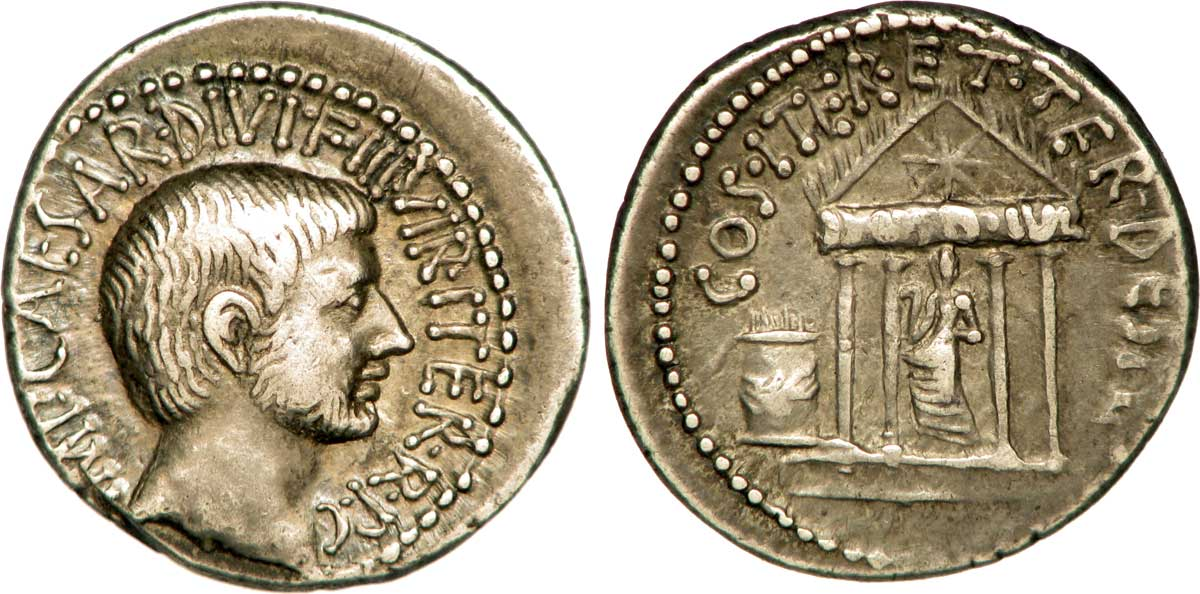
César Augusto

En 23 a. C. se produjo una crisis política que involucraba al colega consular de Augusto, Aulo Terencio Varrón Murena, que formó parte de una conspiración en contra de Augusto. Los detalles exactos de la confabulación se desconocen, pero de hecho Murena no cumplió el mandato completo como cónsul y Calpurnio Pisón fue elegido para reemplazarlo. Pisón era un miembro bien conocido de la facción republicana, y el hecho de que sirviera como colega consular de Augusto era otro movimiento político para que este último pudiera evidenciar su voluntad para realizar concesiones, así como para cooperar con todos los partidos políticos. A finales del período primaveral de ese año, Augusto sufrió una severa enfermedad y, en su supuesto lecho de muerte, hizo acuerdos que pondrían en duda las sospechas de los senadores acerca de su antirrepublicanismo. Augusto se preparó para traspasar su anillo de sello al general Agripa. Sin embargo, le entregó a su compañero consular Pisón todos los documentos oficiales, una cuenta de finanzas públicas y la autoridad sobre las tropas acantonadas en las provincias, por lo que el supuestamente favorecido sobrino de Augusto, Marco Claudio Marcelo, se quedó sin herencia alguna. Esto fue una sorpresa para muchos que creían que Augusto nombraría un heredero debido a su posición como un emperador no oficial. Augusto otorgó solamente propiedades y posesiones a sus herederos designados, ya que un sistema de herencia imperial institucionalizado habría provocado resistencia y hostilidad entre los romanos republicanos, temerosos del concepto monárquico.

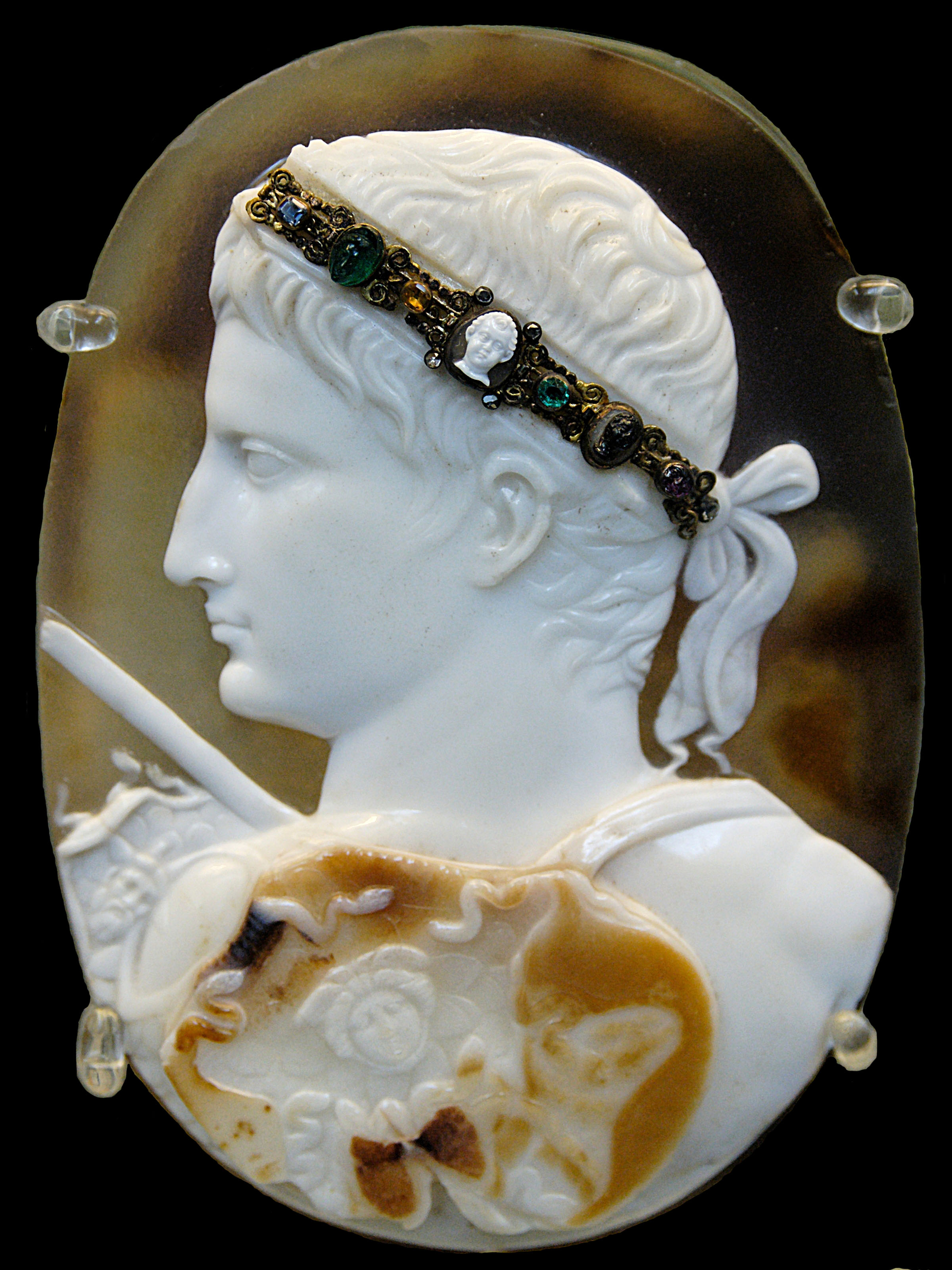
Retrato de Augusto portando un gorgoneion (14-20 d. C.)

Poco después de recuperarse de su enfermedad, gracias a la receta de un médico griego, Augusto renunció a su permanente nombramiento anual como cónsul. En el futuro, Augusto solo volvería a ocupar el consulado en dos ocasiones restantes, en los años 5 y 2 a. C. Aunque renunció al consulado, Augusto retuvo su imperium consular, lo cual llevó a un segundo acuerdo con el Senado, en lo que se conoce como el «segundo pacto». Se trataba de una hábil estratagema política planeada por Augusto; al no ocupar él mismo uno de los dos cargos de cónsul, los senadores tendrían el doble de posibilidades para aspirar a ocupar esa posición, mientras que al mismo tiempo Augusto podía «hacer un ejercicio de patronazgo más amplio entre la clase senatorial». Augusto ya no se hallaba en un cargo oficial desde el que gobernar el Estado, pero su posición dominante sobre las provincias romanas prevaleció al convertirse en procónsul. Por otro lado, como cónsul Augusto tenía el poder para intervenir, cuando lo considerara necesario, en los asuntos de los procónsules provinciales designados por el Senado, pero al pasar a ocupar el cargo de procónsul Augusto no quería que la autoridad sobre los gobernadores provinciales le fuera despojada, así que el Senado le concedió el imperium proconsulare maius («poder sobre todos los procónsules»).
Además, Augusto adquirió los poderes de los tribunos de la plebe (tribunicia potestas) con carácter vitalicio, si bien no recibió el propio cargo de tribuno. Legalmente, el cargo de tribuno de la plebe se hallaba vedado a los patricios, un estatus de carácter hereditario que él había adquirido, tiempo atrás, al ser adoptado por Julio César. El poder conferido le permitía convocar al Senado y al pueblo para presentar las diversas proposiciones de ley, vetar las acciones tanto de la Asamblea como del Senado, presidir las elecciones y tener el derecho de ser el primero en tener el uso de la palabra en cualquier reunión. Incluidos también en la autoridad tribunicia de Augusto estaban los poderes reservados usualmente para el censor romano; estos incluían los derechos de supervisar la moral pública, examinar las leyes para asegurarse que eran del interés público, llevar a cabo un censo y determinar la capacidad para formar parte del Senado. Con los poderes de un censor, Augusto hizo un llamado a las virtudes del patriotismo romano mediante la prohibición de todas las demás vestimentas que no fueran la clásica toga al momento de acceder al Foro. Ciertamente, no existía precedente alguno en el sistema romano en el que se hubieran combinado los poderes de tribuno y los del censor en una sola persona. Augusto tampoco llegó a ser elegido formalmente para el cargo de censor. Julio César había tenido poderes similares, teniendo la responsabilidad de supervisar las morales del estado. No obstante, no llegó a tener la capacidad de un censor para llevar a cabo un censo de población y determinar la lista de miembros del Senado. El cargo de tribune plebis («tribuno de la plebe») comenzó a perder prestigio debido a la acumulación de los poderes tribunicios en la figura de Augusto, por lo que este decidió recobrar su importancia al establecerlo como un cargo obligatorio para cualquier plebeyo que deseara acceder al cargo de pretor.

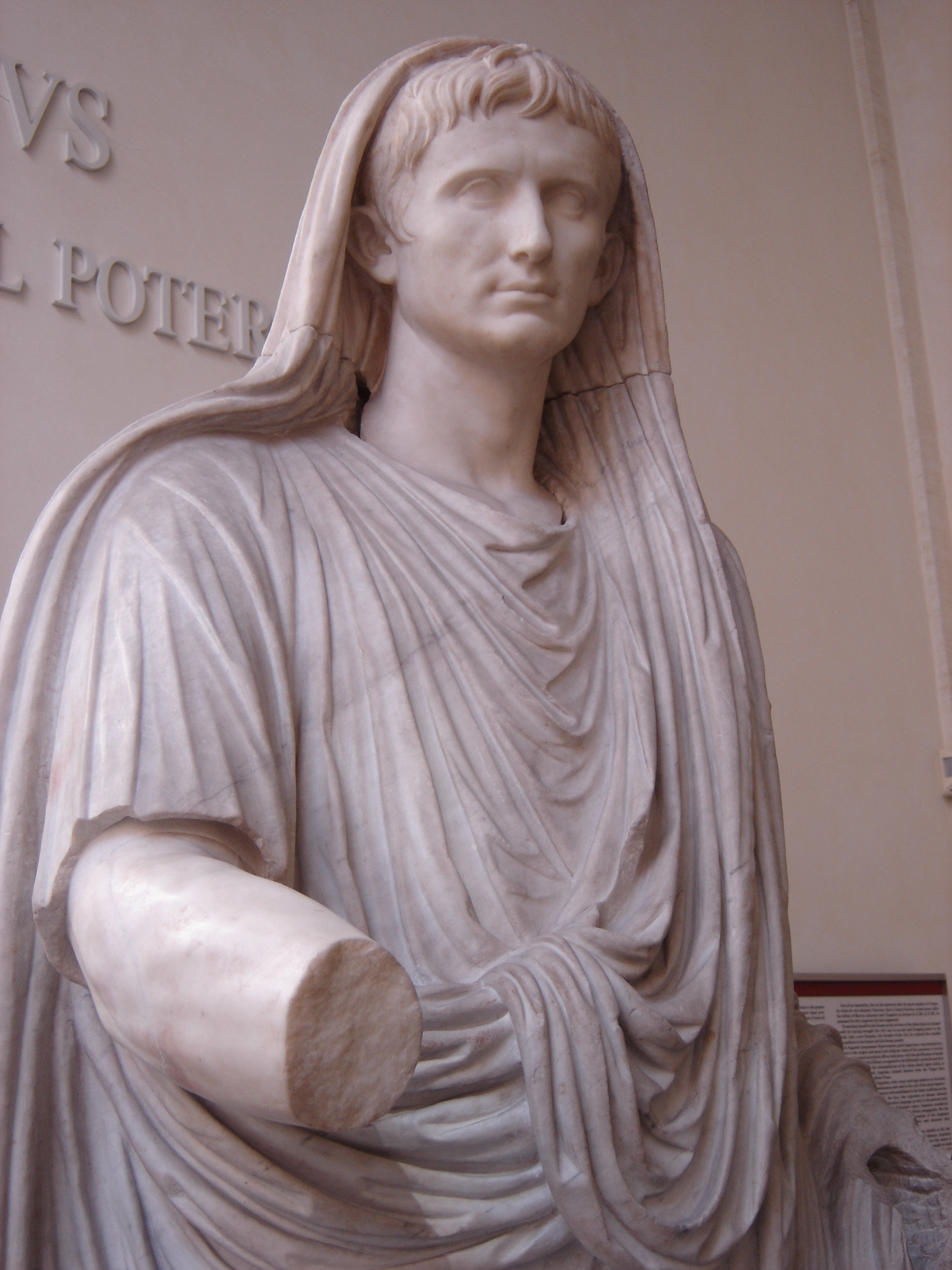
Augusto como Pontifex Maximus.

Además de la tribunicia potestas, Augusto obtuvo el imperium exclusivo sobre la ciudad de Roma: todas las fuerzas armadas en la ciudad, anteriormente bajo el control de los prefectos y cónsules, ahora estaban bajo el mando único de Augusto. Con imperium proconsulare maius, Augusto era el único individuo capaz de recibir un triunfo romano, pues era el general al mando de todas las legiones romanas. En 19 a. C., Lucio Cornelio Balbo el Menor, gobernador de África y conquistador de los Garamantes, se convirtió en el primer hombre de origen provincial en recibir este reconocimiento, así como en el último. Para cada posterior victoria romana, el crédito era solamente de Augusto, debido al hecho de que los ejércitos romanos eran comandados por los legatus, quienes eran a su vez los mandatarios del princeps en las provincias. El hijo mayor de Augusto y Livia, Tiberio, fue la única excepción a esta regla, al habérsele otorgado un triunfo por las victorias en Germania Magna en 7 a. C. Para garantizar que su estatus de imperium proconsulare maius fuera renovado en 13 a. C., Augusto permaneció en Roma durante el proceso y proporcionó abundantes donaciones a los veteranos para obtener su apoyo.
Sin embargo, parece que gran parte de las sutilezas políticas del segundo acuerdo no llegaron a ser comprendidas por la clase plebeya. Después de que Augusto no se presentase a las elecciones como cónsul en 22 a. C., surgieron los temores de que Augusto estuviera siendo expulsado del poder por el Senado aristocrático. En 22, 21 y 19 a. C., se produjeron revueltas populares en respuesta, y el pueblo solamente permitió que un solo cónsul fuera elegido para cada uno de esos años, con el fin evidente de dejar abierto el cargo para que lo ocupara Augusto. En 22 a. C., hubo una escasez de alimentos en Roma que provocó el pánico, por lo que varias plebes urbanas le pidieron a Augusto que asumiera poderes dictatoriales para que este se hiciera cargo de la crisis. Tras una exhibición teatral de rechazo ante el Senado, Augusto finalmente aceptó el control sobre el suministro de grano a Roma, «en virtud de su imperium proconsular», y terminó de manera casi inmediata con la crisis alimenticia. No fue sino hasta 8 d. C., que una crisis alimenticia de esta magnitud hizo que Augusto estableciera un praefectus annonae, es decir, un prefecto permanente que estaba a cargo de adquirir los suministros de alimentos para Roma. En 19 a. C., el Senado votó para permitir que Augusto vistiera la insignia de cónsul ante el público y el Senado, además de brindarle una autorización para sentarse en la silla simbólica situada entre los dos cónsules y sostener las fasces, un emblema de autoridad consular. Al igual que su autoridad como tribuno, la concesión de poderes consulares fue otro ejemplo de otorgamiento de los poderes de un cargo que realmente no ocupaba. Esto parece haber tranquilizado a la población; independientemente de si Augusto fuera o no un cónsul, lo importante era que lo pareciese frente a la gente. El 6 de marzo de 12 a. C., tras la muerte de Lépido, Augusto asumió adicionalmente la posición de pontifex maximus, el más alto sacerdote del colegio de los Pontífices, así como el cargo más importante en la religión romana. Esto no solamente reforzó su prestigio político, sino que al mismo tiempo fortaleció el simbolismo del culto imperial, al otorgar mayor prominencia a la religión romana sobre los cultos orientales. Tiempo después, el 5 de febrero de 2 a. C., Augusto obtuvo el título pater patriae («padre de la patria»).
Los emperadores romanos posteriores se verían generalmente limitados a los poderes y títulos concedidos originalmente a Augusto, aunque a menudo, para mostrar humildad, los emperadores recién nombrados normalmente declinaban uno o más de los títulos honoríficos dados a Augusto. Con la misma frecuencia, mientras su reinado avanzaba, los emperadores se apropiarían de todos los títulos, independientemente de si estos les eran otorgados o no por el Senado. La corona cívica -que posteriores emperadores llevarían físicamente puesta-, así como la insignia consular y el tejido color púrpura que portaba un general triunfante (toga picta) pasaron a convertirse en insignias imperiales hasta bien entrada la era bizantina.

## Conflictos militares y expansión del imperio

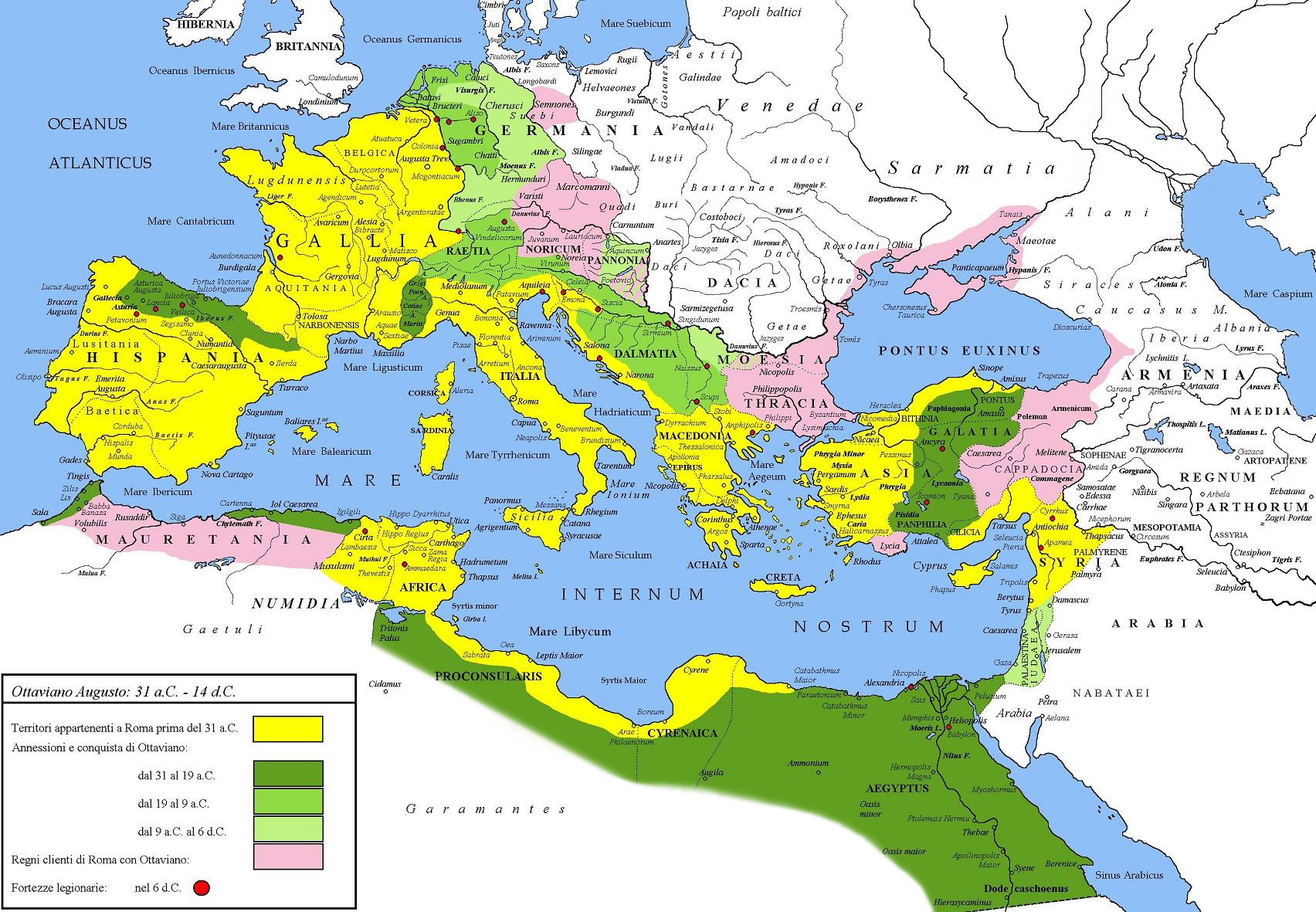
Extensión del Imperio romano bajo el reinado de Augusto; el color amarillo representa la extensión de la República romana en 31 a. C., el color verde representa los territorios conquistados durante el reinado de Augusto y las zonas de color rosa representan los territorios bajo relación de clientela con Roma. En cualquier caso, las áreas bajo el control de Roma estaban sometidas a variación incluso durante el reinado de Augusto, especialmente en Germania.

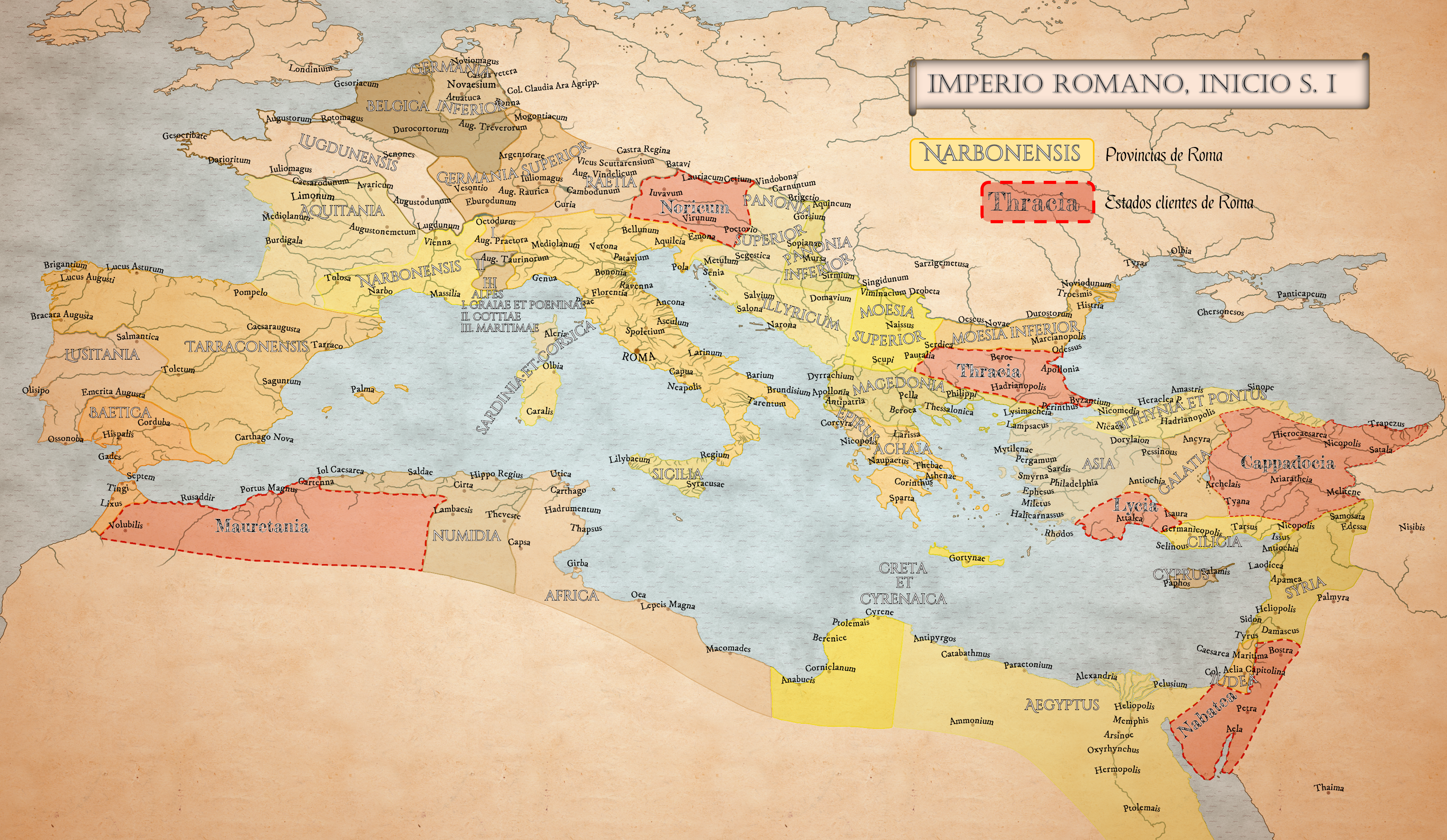
Extensión del Imperio Romano a finales del reinado de Augusto.

Augusto, cuyo nombre oficial era Imperator Caesar Divi Filius Augustus eligió Imperator («comandante victorioso») como su primer nombre debido a que, con suma claridad, quería asociar con él la propia noción de la victoria. Para el año 13, Augusto se jactaba de haber sido proclamado imperator por sus tropas hasta en 21 ocasiones, todas ellas tras una batalla victoriosa. La mayor parte del capítulo cuatro en sus memorias publicadas, conocidas como Res Gestae, está dedicada a sus victorias y honores militares. Para complacer a los patriotas romanos, Augusto promovió el ideal de una civilización romana superior con la tarea de gobernar el mundo (refiriéndose al mundo conocido por los romanos), consagrado en la frase tu regere imperio populos, Romane, memento —«¡Romano, recuerda que tienes fuerza para gobernar a los pueblos de la Tierra!»—. Esto encajó bien con la élite romana y la opinión pública en general, lo cual favoreció el proceso de expansionismo, reflejado en un enunciado pronunciado por el famoso poeta romano Virgilio, quien mencionó en el Libro I de la epopeya Eneida, que los dioses le habían concedido a Roma imperium sine fine («soberanía sin límite»). Por otra parte, hubo una gran decepción y pesar públicos cuando Augusto decidió que el dominio de Medio Oriente, referente a la región de Partia, no debía invadirse; la gente, en realidad, esperaba que se vengaran las batallas de Marco Licinio Craso en dicha zona con su invasión. A pesar de ello, existieron muchas otras regiones viables para ser conquistadas.

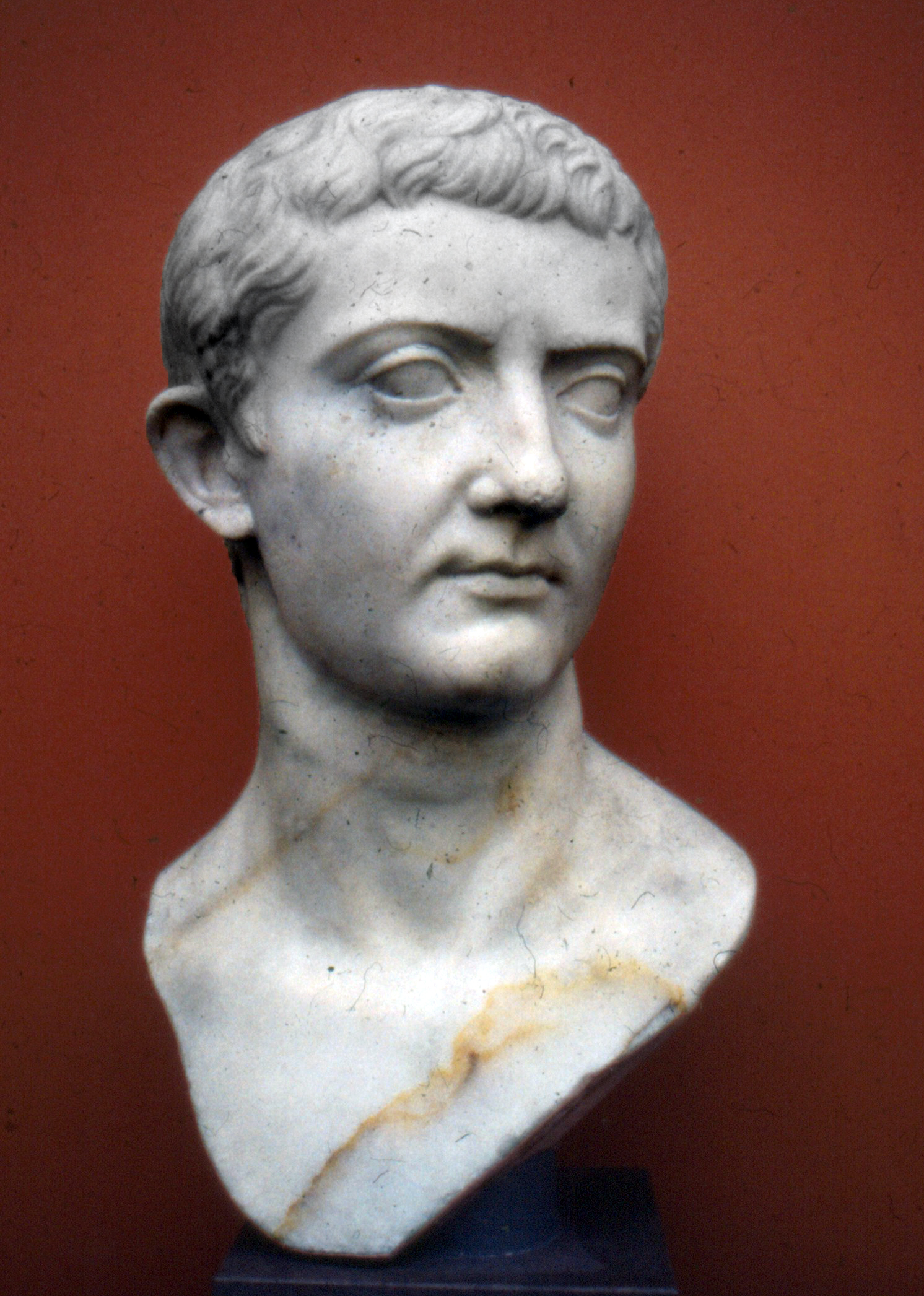
Busto de Tiberio, un comandante militar exitoso durante el reinado de Augusto, antes de ser nombrado su sucesor y heredero.

Para cuando tuvo lugar el final de su reinado, los ejércitos de Augusto habían conquistado el norte de Hispania (actuales España y Portugal), las regiones alpinas de Recia y Nórico (hoy en día Suiza, Baviera, Austria y Eslovenia), así como Iliria y Panonia (actuales Albania, Croacia, Hungría, Serbia, etc.), y extendió los límites de la provincia de África al este y al sur. Tras el reinado de Herodes I, Judea se anexó a la provincia de Siria después de que Augusto depusiera a su sucesor Herodes Arquelao. Al igual que había ocurrido con Egipto cuando fue conquistado tras la derrota de Antonio en 30 a. C., Judea pasó a estar gobernada no por un procónsul o legado de Augusto, sino por un alto prefecto del orden ecuestre. De nuevo, no se requirió esfuerzo militar en 25 a. C. cuando Galacia (actual Turquía) se convirtió en una provincia romana, poco después de que Amintas de Galacia fuera asesinado por venganza de la viuda de un príncipe que fue inmolado desde Homonada. Una vez que las tribus rebeldes de Asturias y Cantabria, en la moderna España, fueron finalmente sometidas en 19 a. C., el territorio pasó a formar parte de las provincias Tarraconense y Lusitania. Esta región demostró ser un activo importante para la financiación de las futuras campañas militares de Augusto, al ser rica en depósitos minerales que podían explotarse a través de los proyectos de minería romana, especialmente los depósitos ricos en oro, como por ejemplo unos que estaban situados en Las Médulas.
Conquistar a los pueblos alpinos en 16 a. C. significó otra importante victoria para Roma, dado que proporcionaba un vasto territorio fronterizo que separaba a los ciudadanos romanos de Italia de los enemigos de Roma del norte, en Germania. El poeta Horacio dedicó una oda a este triunfo, y se construyó el monumento Trofeo de los Alpes, cerca de Mónaco, para honrar la ocasión. La captura de la región alpina también sirvió como base para la próxima ofensiva en 12 a. C., cuando Tiberio comenzó el asalto contra las tribus panonias de Iliria y su hermano Druso el Mayor hizo lo suyo contra las tribus alemanas de la región este de Renania. Ambas campañas resultaron exitosas, y las fuerzas de Druso alcanzaron el río Elba en 9 a. C., aunque Druso murió poco después, al caer de su caballo.

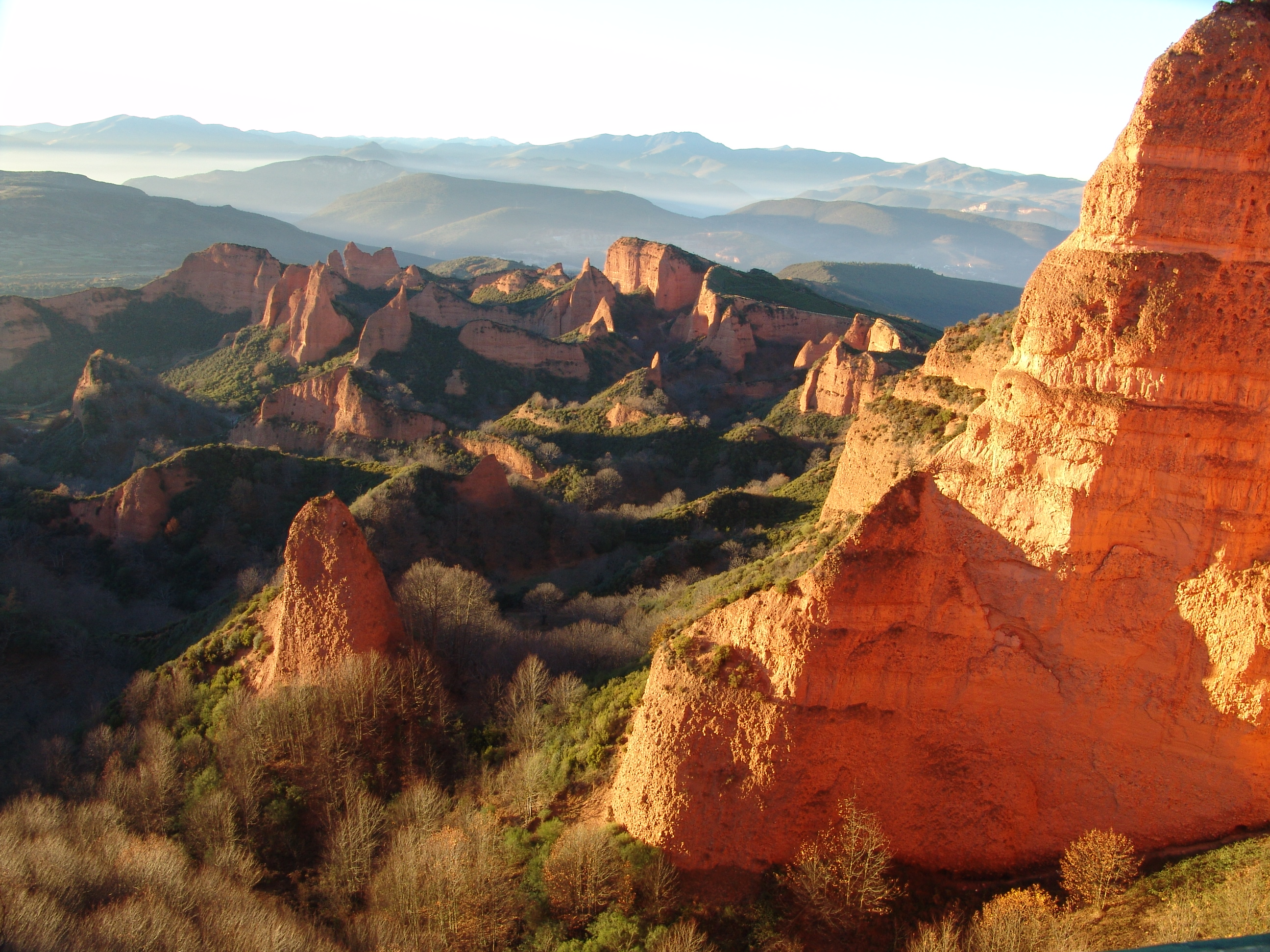
Mina de oro de Las Médulas.

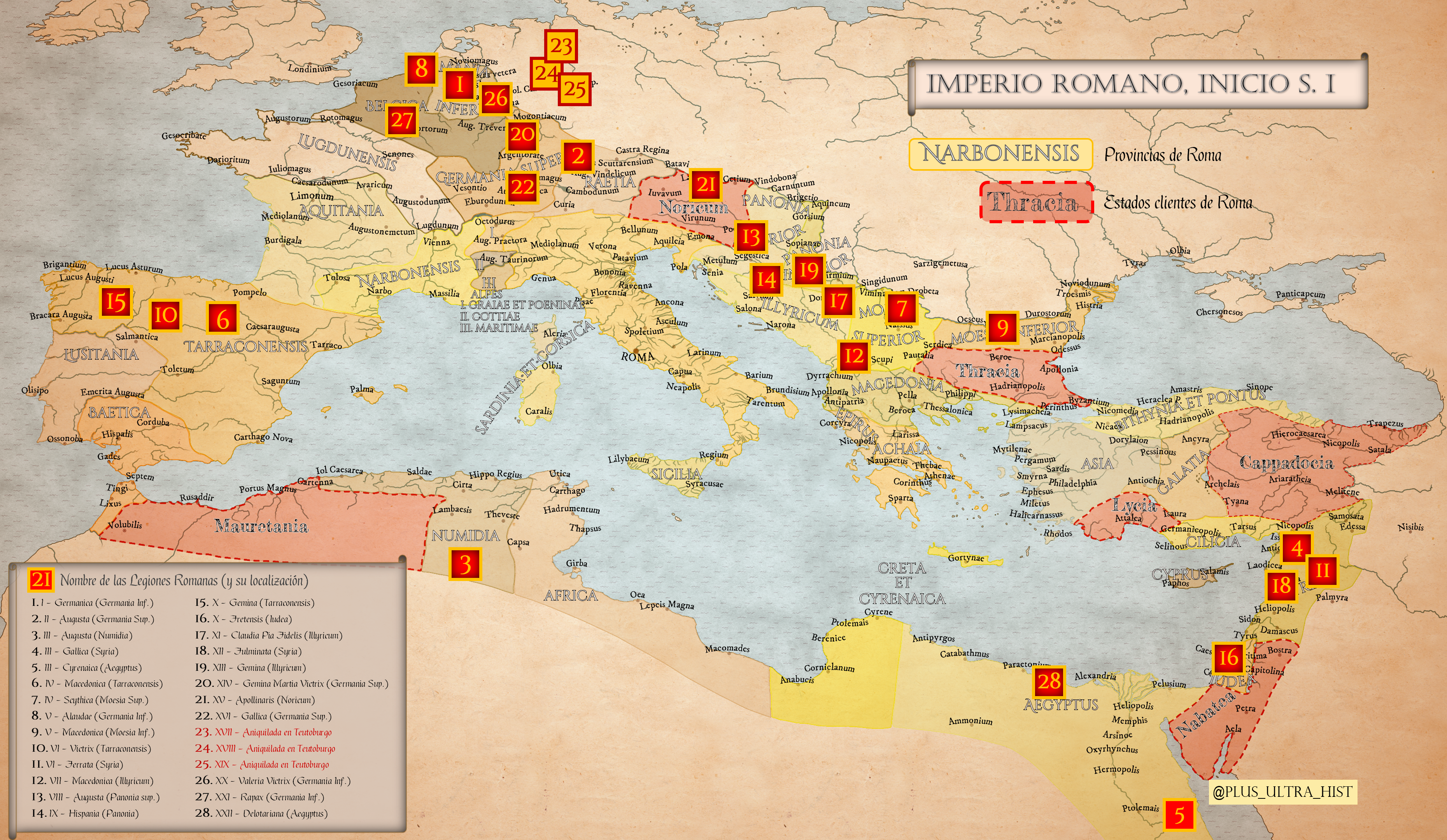
Localización de las Legiones romanas a finales del reinado de Augusto.

Para proteger las zonas orientales del Imperio de la amenaza de Partia, Augusto confió en los estados clientes de oriente para que actuasen como amortiguadores territoriales, así como áreas donde pudieran reclutarse sus propias tropas en caso de defensa. Para garantizar la seguridad en el flanco oriental del Imperio, Augusto estacionó, por si acaso, a un ejército romano en Siria, mientras su cualificado hijastro Tiberio negociaba con los partos en calidad de diplomático de Roma asignado a esa región. Este último fue el responsable de haber devuelto a Tigranes V al trono de Armenia, aunque quizá su máximo logro diplomático consistió en haber negociado con Fraates IV de Partia, en 20 a. C., la devolución de los estandartes perdidos por Marco Licinio Craso en la batalla de Carras, un acontecimiento que significó una victoria simbólica y un importante impulso de la moral para Roma. No obstante, el historiador Werner Eck argumenta que este acto fue una gran decepción para los romanos, que preferían vengar la derrota de Craso por la vía militar, y no la diplomática. Por otra parte, Maria Brosius explica que Augusto utilizó la devolución de los estandartes como propaganda política, para simbolizar la sumisión de Partia a Roma. Así, el suceso fue celebrado con esculturas como la estatua de Augusto de Prima Porta, así como con la edificación de monumentos tales como el Templo de Mars Ultor («Marte el Vengador»), construido precisamente para albergar los estandartes recuperados.
Aunque los partos siempre representaron una amenaza para Roma en oriente, el verdadero campo de batalla fueron los ríos Rin y Danubio. Antes de su último enfrentamiento con Antonio, las campañas de Octavio contra las tribus en Dalmacia se convirtieron en el primer paso expansionista de los dominios romanos hacia el Danubio. La victoria en batalla no siempre resultaba ser un éxito permanente, pues los territorios conquistados más recientemente eran constantemente recuperados por los enemigos de Roma en Germania. El principal ejemplo de derrota romana en batalla fue la batalla del bosque de Teutoburgo en 9 d. C., en la que tres legiones completas encabezadas por Publio Quintilio Varo fueron prácticamente aniquiladas por Arminio, líder de los queruscos, un aparente «aliado» romano. Augusto tomó represalias mediante el envío de Tiberio y Druso a la región del Rin con el objetivo de pacificarla. Aunque ambos lograron ciertos éxitos en sus campañas, la batalla de Teutoburgo supuso el final de la expansión romana en Germania. Más tarde, el general romano Julio César Germánico se aprovecharía de una guerra civil querusca entre Arminio y Segestes para derrotar a Arminio, que huyó de la batalla, aunque sería finalmente asesinado en 21 d. C. por un acto de traición.

## Muerte y sucesión

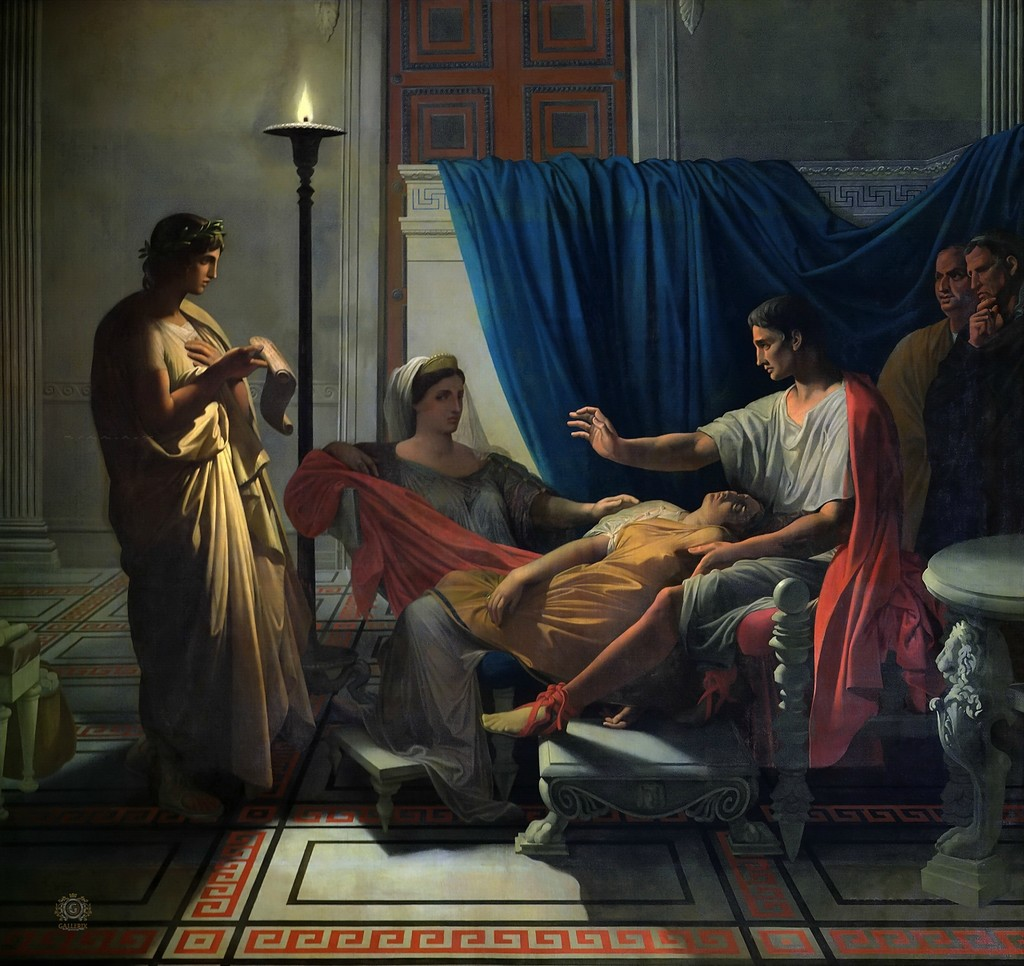
Virgilio lee la Eneida a Livia, Octavia y Augusto (1812), de Jean-Auguste-Dominique Ingres, Museo de los Agustinos, Toulouse

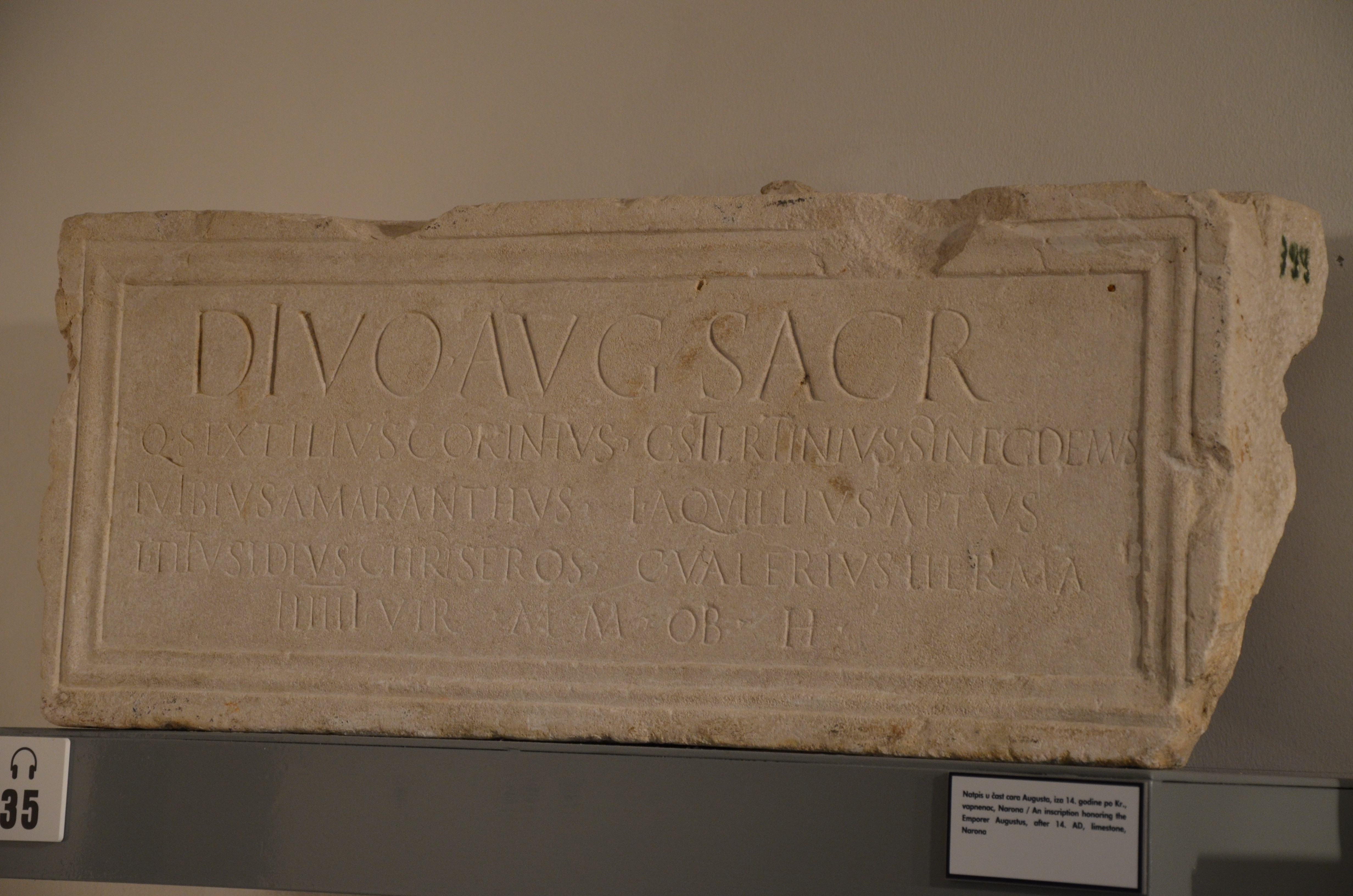
Inscripción dedicada al Divino Augusto por los seviros Mercuriales del Municipium Napoca (Vid, Croacia) al poco de la defunción del primer emperador y de su divinización.

La enfermedad de Augusto en 23 a. C. puso en evidencia los problemas en torno a su sucesión. Para garantizar la estabilidad, Augusto necesitaba designar un heredero de su extraordinaria posición en la sociedad y gobierno romanos. Esto debía conseguirse mediante el uso de vías suaves, poco dramáticas y acumulativas que no revolviesen los temores senatoriales contra la figura de la monarquía. Si alguien iba a heredar su posición extraoficial de dominio, esa persona debía ganárselo por méritos que fueran reconocidos por el pueblo romano. Algunos historiadores consideran que los indicios apuntaban al hijo de la hermana de Augusto, Marco Claudio Marcelo, que además se había casado con la hija de Augusto, Julia la Mayor. Otros historiadores, en cambio, cuestionan este punto de vista basándose en el testamento de Augusto, leído en voz alta por el Senado, mientras este se hallaba gravemente enfermo en 23 a. C., y en el que este mostraba su preferencia por Marco Agripa, que en ese momento era su segundo al mando y, puede que también el único de sus más allegados que podría haberse hecho cargo de las legiones y mantener el Imperio unido. Tras la muerte de Marcelo en 23 a. C., Augusto hizo que su hija se casara con Agripa, con quien tuvo tres hijos y dos hijas: Cayo César, Lucio César, Julia la Menor, Agripina la mayor y Agripa Póstumo, este último llamado así porque nació después de que falleciera Agripa. Poco después del segundo pacto, Agripa consiguió un cargo de cinco años de duración para la administración de la mitad oriental del Imperio con el imperium de un procónsul y la misma tribunicia potestas concedida a Augusto (aunque no rebasaba la autoridad de este), estando ubicada su sede de gobierno en la isla de Samos, en las Cícladas. A pesar de que esta concesión de poder habría evidenciado el favoritismo de Augusto por Agripa, también significó una medida para complacer a los miembros de su partido cesariano, al permitir que uno de ellos compartiera una considerable cantidad de poder junto a él.
La intención de Augusto de convertir a Cayo y Lucio César en sus herederos resultó evidente cuando los adoptó legalmente como hijos propios. En 5 y 2 a. C. volvió a ocupar el consulado para situarlos personalmente en sus carreras políticas, resultando ambos nominados para los consulados de 1 y 4 d. C. Augusto mostró también preferencia por sus hijastros, los hijos de Livia de su primer matrimonio, Druso el Mayor y Tiberio, concediéndoles mandos militares y puestos públicos, y pareciendo favorecer más a Druso. Sin embargo, el matrimonio de Druso el Mayor con Antonia la Menor, sobrina de Augusto, fue una relación que se hallaba tan incrustada en el seno de la familia que llegaría a perturbar las cuestiones sucesorias. Tras la muerte de Agripa en 12 a. C., Tiberio, fue obligado a divorciarse de su esposa Vipsania para casarse con la viuda de Agripa, e hija de Augusto, Julia —tan pronto como el período de duelo por Agripa concluyó—. Mientras el matrimonio de Druso el Mayor con Antonia la Menor fue considerado como una relación inquebrantable, Vipsania era «solamente» la hija del fallecido Agripa, producto de su primer matrimonio.

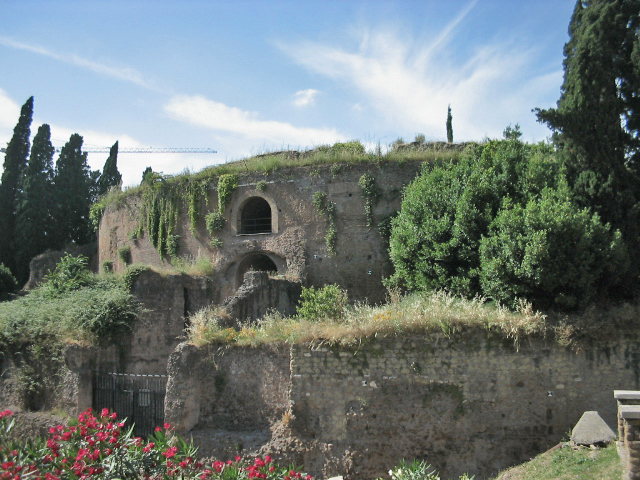
Mausoleo de Augusto.

Tiberio compartió los poderes tribunicios de Augusto en 6 a. C., pero poco después anunció su retiro pues, según varias fuentes, no quería asumir su futuro papel en la política, decidiendo exiliarse en Rodas. Aunque se desconoce una razón real para su partida, esta pudo deberse a varias razones, incluyendo entre ellas un fallido matrimonio con Julia. Además, pudieran haber tenido mucho que ver los sentimientos de celos y de exclusión que sintió una vez que los nietos, para entonces hijos adoptivos, de Augusto (Cayo y Lucio), se unieron al colegio de sacerdotes a una edad temprana, siendo presentados a la audiencia de una forma más favorable, y siendo presentados al ejército en Galia. Tras las muertes tempranas de Lucio y Cayo en 2 y 4 d. C., respectivamente, así como el fallecimiento repentino de su hermano Druso el Mayor (en 9 a. C.), Tiberio fue convocado a Roma en junio de 4 d. C., donde Augusto lo adoptó con la condición de que él, por su parte, adoptara a su sobrino Germánico. Esto continuó la tradición de ofrecer, como mínimo, hasta dos generaciones de herederos. Ese año, Tiberio obtuvo también los poderes de tribuno y de procónsul, los emisarios de reinos extranjeros tendrían que mostrarle sus respetos, y para el 13 d. C., recibió junto con su segundo triunfo un nivel igual de imperium que el que tenía Augusto. El único posible aspirante a heredero era Agripa Póstumo, que había sido exiliado por Augusto el 7 d. C., sanción que más tarde se volvería perpetua por medio de un decreto senatorial, así que Augusto oficialmente lo desheredó. Desde luego, con ello perdió el favor de Augusto, y el historiador Erich S. Gruen hace mención a varias fuentes contemporáneas que califican a Póstumo como «un joven vulgar, cruel y bruto, y de carácter depravado». No se sabe con certeza, pero Agripa Póstumo pudo haber sido asesinado en su lugar de exilio poco antes o después de que falleciera Augusto.
El 19 de agosto de 14 d. C., Augusto murió mientras visitaba el lugar de la muerte de su padre en Nola. Tiberio —que se hallaba presente junto con Livia en el lecho de muerte de Augusto— sería su heredero, según se confirmó a la apertura de su testamento. Las últimas palabras de Augusto fueron: «La comedia ha terminado. ¡Aplaudid!» (en latín «Acta est fabula, plaudite»). No obstante, sus últimas palabras públicas fueron: «Mirad, encontré una Roma hecha de ladrillo, y os la dejo de mármol». Una gran procesión funeraria de plañideras viajó junto con el cuerpo de Augusto desde Nola hasta Roma, y el día de su entierro cerraron todos los negocios, tanto públicos como privados. Tiberio y su hijo Druso el Menor pronunciaron el panegírico de pie sobre dos rostra. Confinado en su féretro, el cuerpo de Augusto fue cremado en una pira cerca de su mausoleo; más tarde se proclamó que se había unido con los demás dioses como un miembro más del panteón romano. En 410, durante el saqueo de Roma, los Godos asaltaron el mausoleo y dispersaron las cenizas de Augusto.
El historiador D. C. A. Shotter considera que las políticas de Augusto a favor de la línea familiar Julia sobre la Claudia podrían haber dado a Tiberio razones suficientes como para que mostrara un claro desprecio por Augusto tras su muerte; en cambio, Tiberio siempre fue rápido en reprender a todos aquellos que criticaron a Augusto. Shotter sugiere que la deificación de Augusto, junto con la «actitud extremadamente conservadora» de Tiberio hacia la religión, forzó a este último a contener cualquier resentimiento que pudiera haber concebido. Además, el historiador R. Shaw-Smith hace mención a las cartas dirigidas por Augusto a Tiberio, en las que mostraba su afecto y alta consideración por los méritos militares de Tiberio. Shotter comenta que Tiberio enfocó su animadversión y críticas en Gayo Asinio Galo, por haber desposado a Vipsania después de que Augusto obligara a Tiberio a divorciarse de ella, así como contra los dos jóvenes césares Cayo y Lucio, en vez de hacerlo con Augusto, el verdadero responsable de su divorcio y, finalmente, de su designación imperial.

## El legado de Augusto

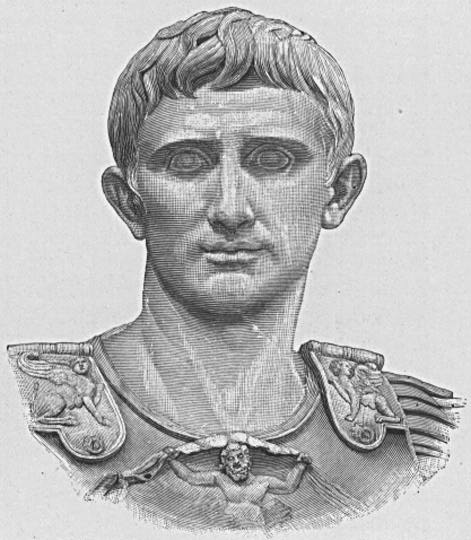
Retrato de Augusto: detalle de la famosa estatua de Prima Porta.

El reinado de Augusto sirvió para cimentar el Imperio romano, un régimen que duraría cientos de años hasta su decadencia y caída. Tanto su nomen adoptivo, César, como su título, Augusto, se convirtieron en títulos ostentados por quienes gobernaron el Imperio romano durante cuatro siglos, tanto en Occidente como en Oriente, y aún en el siglo XV se usaban en Constantinopla. En muchos idiomas césar se convirtió en sinónimo de emperador. Los títulos zar (en ruso, «Царь» —Tsar'— que proviene de «Цесарь» o césar) y káiser (alemán, Kaiser) son derivados del nombre o título César y continuaron en uso hasta el siglo XX. Poco tiempo después de morir Augusto, el 19 de septiembre de 14, fue deificado (consecratio) y adorado como un divus. El culto al divino Augusto continuó hasta que la religión oficial del Imperio romano fue cambiada a la cristiandad por Teodosio I en el siglo IV. Testamento de su legado es el gran número de estatuas y bustos erigidos en su honor, así como también el mausoleo que originalmente contenía las columnas de bronce con las obras de la vida de Augusto llamada Res Gestae Divi Augusti. Muchas copias de ese texto se inscribieron a lo largo del Imperio romano tras su muerte, con traducciones al griego en muchos lugares y en edificios públicos como, por ejemplo, el templo de Ankara.
Sin embargo, pocas de las obras escritas por Augusto han pervivido. Entre las que sí que han llegado a nuestros días se encuentran los poemas Sicilia, Epifanio y Ajax, una autobiografía de 13 tomos, un tratado filosófico y un texto refutando al Elogio de Catón de Marco Junio Bruto. Los historiadores también han utilizado algunas cartas escritas por Augusto y dirigidas a otras personas para obtener algunos datos adicionales sobre su vida personal.
Muchos consideran a Augusto el emperador más grande de Roma; sus políticas ciertamente extendieron la vida del Imperio romano e iniciaron la Paz romana también conocida como Pax Augusta. Era inteligente, decisivo, y un político sagaz, pero quizás no tan carismático como Julio César, y en ocasiones tomó decisiones influenciado por su tercera esposa, Livia. Como resultado, Augusto no posee tanto renombre como su antecesor, y a menudo es confundido con el primero. No obstante, su legado demostró perdurar más en el tiempo. Como ejemplo, cabe señalarse que la ciudad de Roma fue transformada completamente bajo el mando de Augusto. 

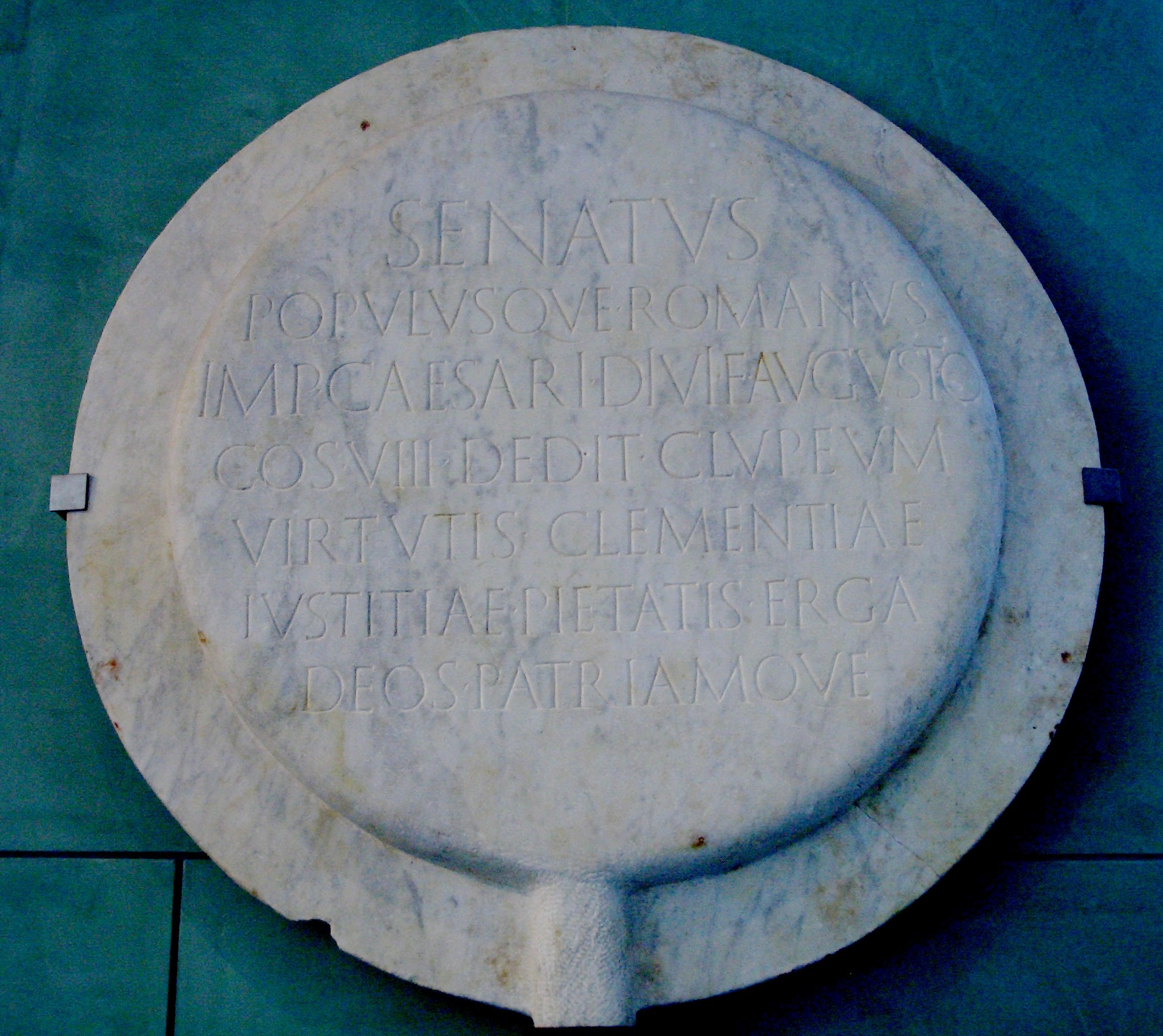
Clípeo procedente de Arlés Francia en el que se conmemoran las virtudes de Augusto por voluntad del Senado y del Pueblo de Roma.)

Se crearon las primeras fuerzas policiales y de bomberos institucionalizados, estableciendo al prefecto municipal como un cargo permanente. La fuerza de policía se dividió en cohortes de quinientos hombres, mientras que las fuerzas de bomberos llegaron a estar dotadas por entre quinientos y mil hombres, con siete unidades asignadas a catorce sectores de la ciudad. Se nombró a un praefectus vigilum (prefecto de vigilancia) como mando directo de los cuerpos de vigilancia policial y antiincendios de Roma. Además, habiendo finalizado las guerras civiles en Roma, Augusto pudo también crear un ejército profesional para el Imperio romano, compuesto por unas veintiocho legiones que suponían unos ciento setenta mil soldados. El ejército estaba apoyado por numerosas unidades de tropas auxiliares de quinientos soldados cada una, reclutadas a menudo en zonas conquistadas recientemente. En el año 6, Augusto estableció el aerarium militare, donando ciento setenta millones de sestercios al nuevo tesoro militar con el que se pagaba tanto a los soldados activos como a los retirados. Por último, uno de los legados de carácter político-militar que más durarían entre las instituciones romanas sería la Guardia Pretoriana que creó en 27 a. C. En origen se trataba de una guardia personal en el campo de batalla, que fue evolucionando para convertirse en una guardia imperial y en un importante cuerpo político de Roma. Después de Augusto, la Guardia Pretoriana tuvo poder suficiente para intimidar al Senado y para deponer y elegir emperadores. El emperador Majencio fue el último al que sirvieron, y fue Constantino I quien disolvió el cuerpo a comienzos del siglo IV, destruyendo sus barracones, los Castra Praetoria.
Con las finanzas del estado como base del mantenimiento de las carreteras que atravesaban Italia, Augusto creó también un sistema oficial de correos, con la creación de una serie de postas gestionadas por el praefectus vehiculorum. Además de una mejora en las comunicaciones de los ciudadanos del Imperio romano, la mejora y ampliación de la red viaria permitió una movilidad sin precedentes del ejército romano a lo largo y ancho del Imperio.

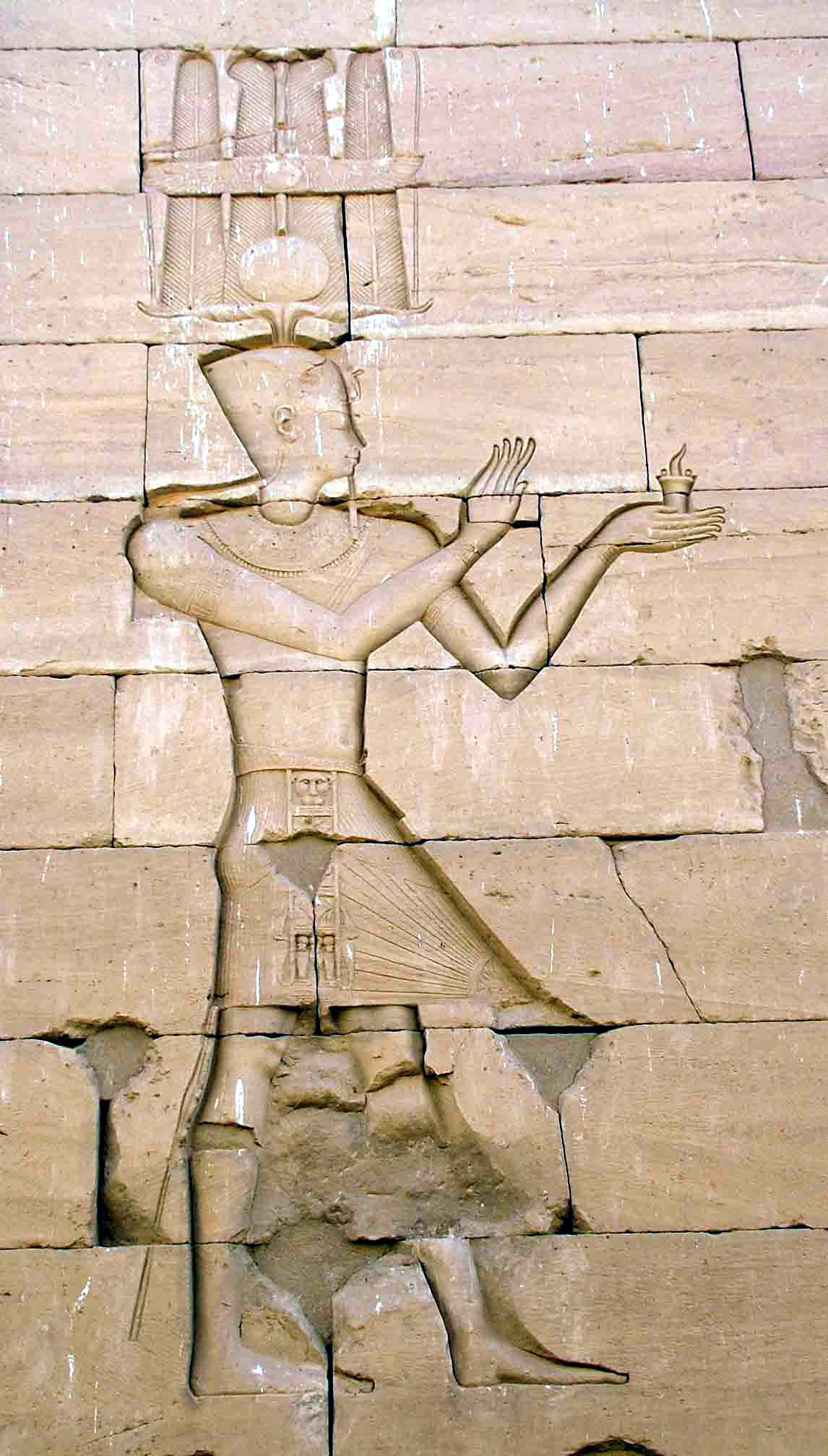
Augusto representado conforme al estilo egipcio en un relieve del templo de Kalabsha, en Nubia.

Aunque llegó a ser el individuo más poderoso del recién creado Imperio romano, Augusto quiso representar el espíritu de la virtud y las leyes de la República. También quiso tener relación y conexión con la plebe y los ciudadanos desfavorecidos. Para ello hizo gala de una gran generosidad a la vez que ofrecía una imagen de persona poco dada a los lujos y los excesos. En el año 29 a. C., Augusto pagó cuatrocientos sestercios por persona a un total de doscientos cincuenta mil ciudadanos, mil sestercios a cada uno de los ciento veinte mil veteranos de las colonias, y dedicó setecientos millones de sestercios a la compra de tierras para que sus veteranos pudieran establecerse. También restauró ochenta y dos templos con el fin de mostrar su preocupación por las deidades romanas, y en 28 a. C. ordenó fundir ochenta estatuas de plata erigidas a su imagen y en su honor en un intento de aparentar un carácter modesto y frugal.
En una visión retrospectiva del reinado de Augusto y su legado al mundo romano, su longevidad no debe obviarse como un factor clave en su éxito. Tal y como apunta Tácito, las generaciones más jóvenes que estaban vivas en el año 14 no habían conocido otra forma de gobierno que el principado. Si Augusto hubiera muerto a edad más temprana, la historia podría haberse desarrollado de distinta forma. El desgaste que supusieron las guerras civiles en la vieja oligarquía republicana y la longevidad de Augusto, por lo tanto, debe verse como un factor de gran importancia en la transformación del estado romano en una monarquía de facto a lo largo de estos años. La experiencia de Augusto, su paciencia, su tacto, y su perspicacia política jugaron un papel fundamental a lo largo de su mandato. Puso las primeras piedras de lo que sería el Imperio romano, desde la creación de un ejército profesional que estableció en las fronteras, al principio dinástico que tan a menudo se utilizó en la sucesión imperial, pasando por el embellecimiento de la capital mediante obras financiadas por el emperador. Su legado final fue la paz y prosperidad de la que el Imperio romano gozó durante los siguientes dos siglos bajo el sistema político que él inició. Su memoria se consagró durante la época Imperial como el paradigma de buen emperador. Todos los emperadores posteriores adoptaron su nombre, César Augusto, que fue perdiendo gradualmente su carácter de nombre propio para convertirse en un título. Poetas contemporáneos como Virgilio u Horacio alabaron a Augusto como defensor de Roma y de la justicia y moral, un individuo que cargaba con el peso de la responsabilidad de mantener el Imperio romano. Sin embargo, Augusto también ha sido objeto de críticas a lo largo de los años por su gobierno sobre Roma y por crear el principado. Por ejemplo, el jurista romano contemporáneo Marco Antistio Labeón, orgulloso de los días previos a la era de Augusto en los que había nacido, criticó abiertamente el régimen del principado. Tácito (c. 56-c. 117), por su parte, escribió al comienzo de sus Anales que Augusto había subvertido con astucia la República Romana en un régimen de esclavitud. Continuaba diciendo que, con la muerte de Augusto y el juramento de lealtad a Tiberio, el pueblo romano simplemente intercambió un amo por otro. Sin embargo, Tácito también recoge en su obra dos visiones contradictorias, a la vez que comunes, de Augusto:

Personas inteligentes le alabaron o criticaron de diversos modos. Una opinión era la siguiente. El deber filial y la emergencia nacional, en la que no había lugar a una conducta respetuosa con la ley, le llevaron a una guerra civil —y esto no puede ser promovido ni mantenido por métodos decentes—. Hizo concesiones a Antonio y a Lépido con la finalidad de obtener la venganza sobre los asesinos de su padre. Cuando Lépido se volvió viejo y perezoso y Antonio se entregó a la auto-indulgencia, la única posible cura para un país distraído era el gobierno por un solo hombre. Sin embargo, Augusto puso en orden el país no mediante su alzamiento como rey o dictador, sino creando el principado. Las fronteras del Imperio romano estaban en el océano o en ríos distantes. Los ejércitos, provincias, flotas, el sistema entero estaba interrelacionado. Los ciudadanos romanos estaban protegidos por la ley. Los provincianos eran tratados decentemente. La propia Roma había sido embellecida profusamente. La fuerza se había usado con moderación, simplemente para preservar la paz de la mayoría.
Tácito

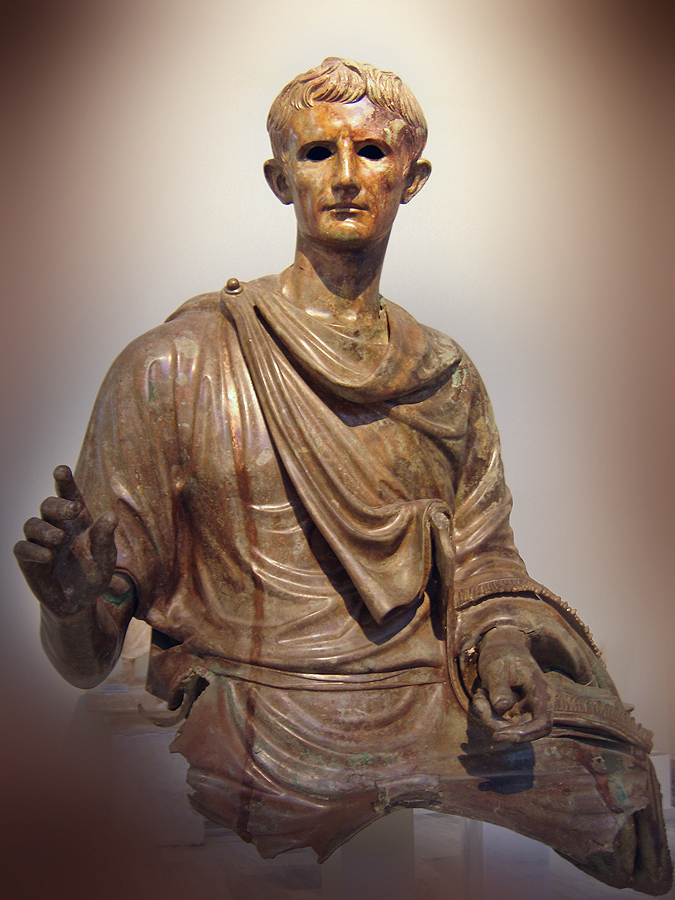
Fragmento de una estatua ecuestre de Augusto.

Por otro lado, y según la versión opuesta:

El deber filial y la emergencia nacional fueron meros pretextos. En realidad, el motivo de Octaviano, el futuro Augusto, fue el ansia de poder (...) Ciertamente hubo paz, pero fue una paz cubierta de sangre por los desastres y asesinatos.
Tácito

Tácito tenía la opinión de que el emperador Nerva (r. 96-98) sería el único capaz de mezclar dos conceptos opuestos: el principado y la libertad. El historiador Dión Casio, del siglo III, consideraba a Augusto un gobernante benigno y moderado aunque, al igual que muchos historiadores posteriores a la muerte de Augusto, le consideraba un autócrata. El poeta Marco Anneo Lucano (39-65 d. C.) opinaba que la victoria de César sobre Pompeyo y la caída de Catón el Joven (95-46 a. C.) marcaron el final de la libertad en Roma. Sobre el particular, el historiador Chester G. Starr, Jr. escribe que es posible que con ello estuviese expresamente evitando criticar a Augusto de forma directa.
En épocas más recientes, el escritor Jonathan Swift (1667-1745), en su obra Discourse on the Contests and Dissentions in Athens and Rome, criticó a Augusto por instaurar la tiranía en Roma, y hacía una comparación entre la monarquía constitucional del Reino Unido y la república romana del siglo II a. C. El almirante e historiador Thomas Gordon (1658-1741) comparó a Augusto con el tirano puritano Oliver Cromwell (1599-1658) e insistió, al igual que hizo Montesquieu, en que Augusto se comportó como un cobarde en batalla. Augusto también sería tildado de «gobernante maquiavélico», «usurpador sediento de sangre», «malvado y despreciable» y «tirano» por el historiador Thomas Blackwell.

### Reformas económicas

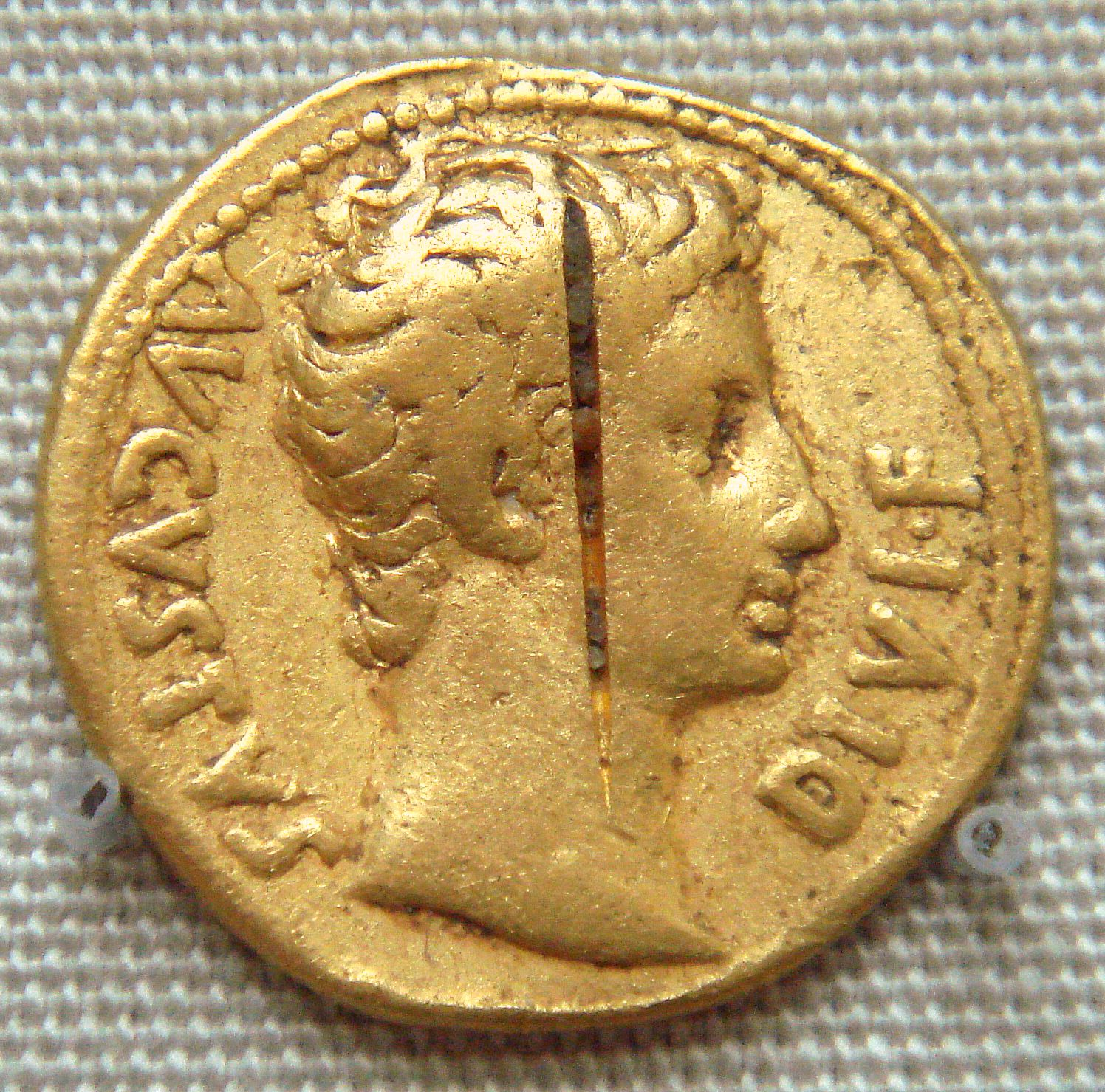
Moneda de Augusto encontrada en el tesoro de Pudukottai, en India, y actualmente expuesta en el Museo Británico.

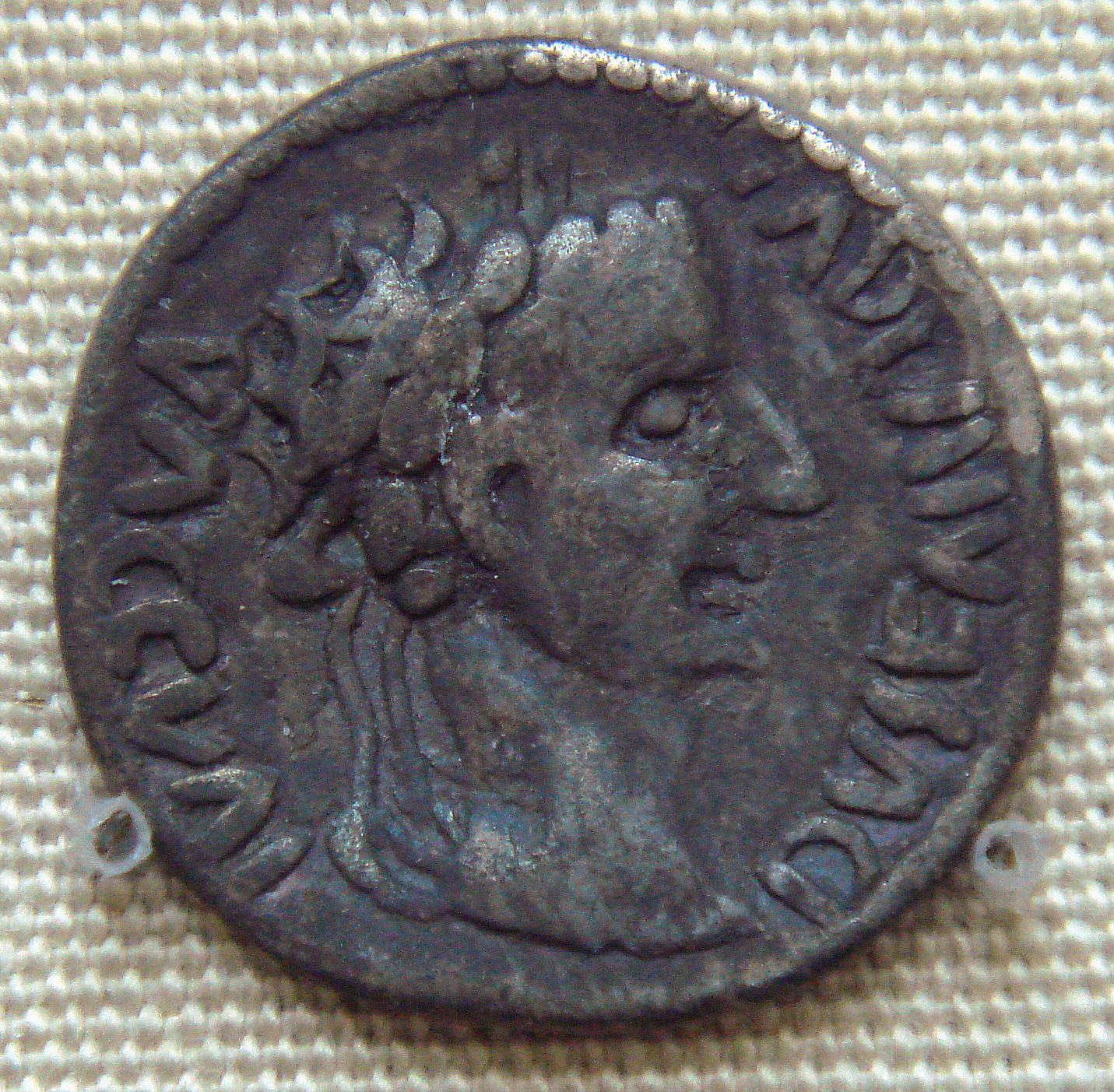
Imitación india de una moneda de Augusto.. Museo Británico.

Las reformas económicas que Augusto implementó en Roma tuvieron un gran impacto sobre el éxito posterior del Imperio romano. Augusto hizo que una gran porción del terreno sobre el que se había extendido el Imperio romano pasase a estar bajo control e imposición directa de Roma, en lugar de extraer una cifra variable, intermitente y en cierto modo arbitraria de impuestos de cada provincia local, como había ocurrido hasta entonces. La reforma incrementó enormemente la cifra neta de ingresos que Roma percibía de sus nuevos territorios, estabilizando el flujo y regularizando la relación financiera entre Roma y las provincias, en lugar de provocar resentimientos continuos ante cada nueva exacción de tributos. Las cifras impositivas durante el reinado de Augusto se determinaban por el censo de población, con cuotas fijas para cada provincia en función del número de habitantes. Los ciudadanos de Roma y de Italia pagaban impuestos indirectos, mientras que las provincias debían pagar impuestos directos a Roma. Entre los impuestos indirectos se contemplaba un impuesto del 4 % sobre el precio de los esclavos y un 1 % sobre los bienes vendidos en subasta, así como un impuesto de sucesiones del 5 % sobre aquellas herencias cuyo valor fuese mayor de cien mil sestercios y siempre que el parentesco entre el causante y el heredero no fuese de primer grado.
Asimismo, otra reforma de gran importancia fue la abolición del sistema privado de recolección de impuestos que ejercían los publicanos, que sería reemplazado por un servicio público de carácter funcionarial de recolectores de impuestos. En la era republicana el sistema habitual había sido el de los publicanos, contratistas privados que habían llegado a tener suficiente poder como para influir en la política de Roma. Los publicanos habían ganado muy mala fama y una gran fortuna personal gracias a la adjudicación de los derechos de recaudación de impuestos en áreas locales. Roma, a través del sistema de subasta, otorgaba el derecho de recaudación de impuestos a la persona que más ingresos ofreciese a Roma, y el beneficio del publicano se basaba en todas aquellas cantidades que fuese capaz de recaudar por encima de la cifra ofertada, contando para ello con la bendición de la metrópolis. La falta de una supervisión efectiva, combinada con el deseo de los publicanos de maximizar sus beneficios, supuso la creación de un sistema de exacciones arbitrarias que a menudo era muy cruel con los contribuyentes. Era un sistema ampliamente percibido como injusto, y muy dañino para la economía.
Además, la conquista de Egipto por Augusto supuso una nueva fuente de ingresos para financiar las operaciones del Imperio romano. Dado que políticamente la región fue considerada como una propiedad privada de Augusto en lugar de una provincia del Imperio romano, se convirtió en parte del patrimonio de los futuros emperadores. En lugar de a un legado o a un procónsul, Augusto colocó como administrador de Egipto a un prefecto de la clase ecuestre con la misión de administrar Egipto y mantener sus lucrativos puertos. Este puesto se convirtió en el mayor logro político que podía alcanzar alguien de la clase ecuestre, aparte del de Prefecto del pretorio. Esta tierra de gran productividad aportó enormes recursos a Augusto y a sus sucesores, con los que pudieron financiar obras públicas y expediciones militares, además de «pan y circo» para el pueblo de Roma.

### Mes de Augusto
El mes de agosto (en latín Augustus), conocido hasta ese entonces como sextilis por ser el sexto mes del calendario romano original, recibió su nombre actual en honor a Augusto. Existe una creencia común de que agosto tiene 31 días porque Augusto quería que su mes tuviese la misma longitud que el de Julio César —el mes de julio—, pero se basa en una invención que data del siglo XIII y que se atribuye a Johannes de Sacrobosco. Sextilis, de hecho, tenía ya 31 días antes del cambio de nombre, y no fue elegido por su longitud. Según un senatus consultum citado por Macrobio, sextilis fue renombrado en honor a Augusto debido a que varios de los eventos más significativos en su ascensión al poder, culminando con la caída de Alejandría, tuvieron lugar en ese mes.

### Proyectos arquitectónicos

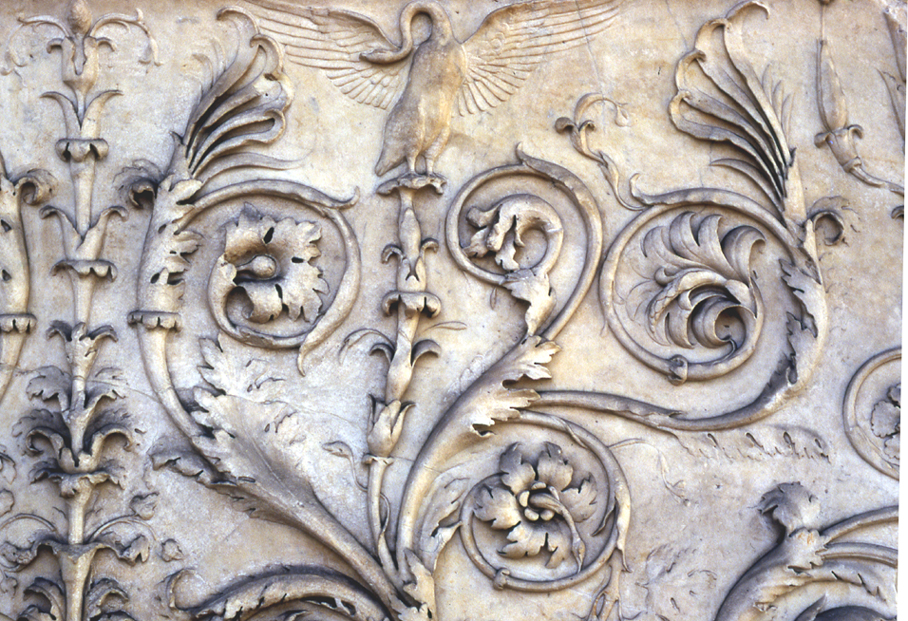
Detalle de una escultura del Ara Pacis (Altar de la Paz), 13 a. C. a 9 a. C.

En su lecho de muerte, se dice que Augusto se jactó de haber encontrado una Roma hecha de ladrillo y de haber legado otra hecha de mármol. Aunque existe cierta verdad literal en su afirmación, Dión Casio indica que se trataba de una metáfora sobre la fuerza del Imperio romano. El mármol podía encontrarse en edificios romanos anteriores, pero no fue utilizado de forma tan extensa como material de construcción hasta el reinado de Augusto. Aunque la afirmación no aplicaba a toda Roma o, en especial, al barrio del Subura, Augusto dejó una impronta en la topografía monumental del Centro de la ciudad y del Campo de Marte, con el Ara Pacis (Altar de la Paz) y un reloj de sol monumental, cuya pieza central era un obelisco traído de Egipto. Los relieves que decoran el Ara Pacis ofrecían el relato visual de los triunfos de Augusto recogidos en el Res Gestae. Aparecen representados los desfiles imperiales de los pretorianos, las vestales y los ciudadanos de Roma. También construyó el Templo de César, los baños de Agripa y el Foro de Augusto, en el que se encontraba también el Templo de Marte el Vengador. También alentó la construcción de otros proyectos, como el Teatro de Balbo o la construcción del Panteón de Agripa, y en otros casos financió las obras erigidas en nombre de otras personas, a menudo familiares, como el Pórtico de Octavia o el Teatro de Marcelo. El Mausoleo de Augusto fue construido tras su muerte para albergar a los miembros de su familia.
Para celebrar su victoria en la batalla de Accio ordenó construir el arco de Augusto, que se terminó en 29 a. C. cerca de la entrada al Templo de Cástor y Pólux y que sería ampliado en 19 a. C. en un nuevo diseño de triple arco. Existe también muchos edificios construidos fuera de Roma que llevan el nombre y legado de Augusto, como por ejemplo el teatro de Mérida o el de Cartagena, en España, la Maison Carrée, en Nimes, en el sur de Francia, o el trofeo de Augusto, en La Turbie, también en Francia.

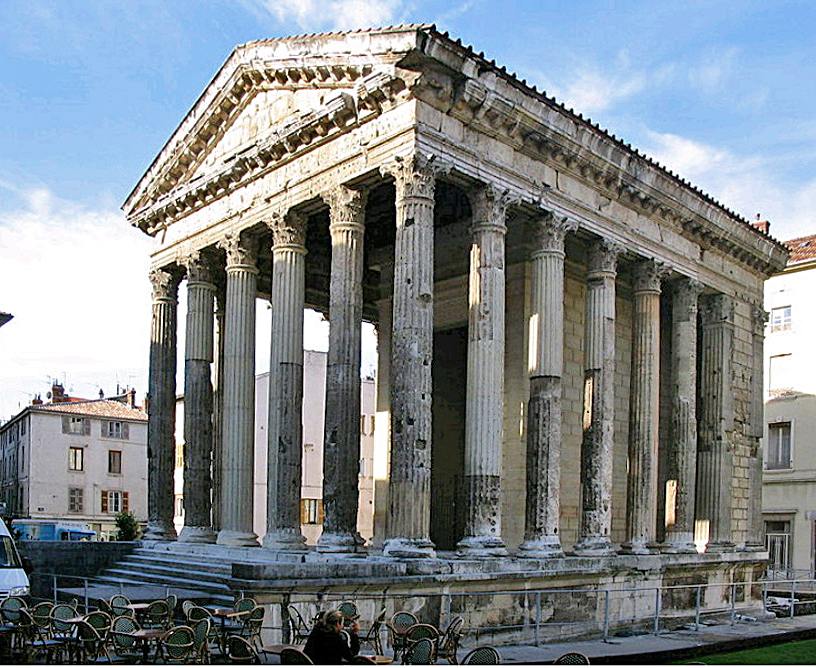
Templo de Augusto y Livia en Vienne.

A la muerte de Agripa en 12 a. C., Augusto tuvo que buscar una solución para el mantenimiento del suministro de agua a la ciudad de Roma. El problema había sido afrontado por el propio Agripa cuando sirvió como edil, que llegó incluso a financiarlo con su propio dinero como ciudadano privado. Ese mismo año, Augusto dispuso un sistema en el cual el Senado designaba a tres de sus miembros como comisionados principales al cargo del suministro de agua y para asegurarse de que los acueductos de Roma eran mantenidos adecuadamente. A finales de la era de Augusto, se puso al cargo del mantenimiento de edificios públicos y del culto al estado a una comisión de cinco senadores llamada curatores locorum publicorum iudicandorum y que podría traducirse como los Supervisores de la Propiedad Pública. Augusto también creó el grupo senatorial de los curatores viarum para la supervisión y mantenimiento de las carreteras, que trabajaba con oficiales locales y con contratistas para organizar las reparaciones ordinarias.
El estilo arquitectónico dominante en la era de Augusto y de la fase imperial de Roma fue el orden corintio, originario y procedente de la antigua Grecia. Suetonio comentó en una ocasión que Roma no era merecedora de su estatus de capital imperial, si bien Augusto y Agripa se encargaron de desmantelar este sentimiento transformando la apariencia de Roma bajo el modelo griego clásico.

## Algunas obras mandadas por Augusto y otras dedicadas a él
- En Roma:
- Foro de Augusto (terminado en 2 a. C.), con el
- Templo de Mars Ultor («Marte Vengador»).
- La Curia Iulia en el Foro Romano (reconstrucción de la Curia Hostilia, comenzada por César y terminada por Augusto en 29 a. C.).
- Ara Pacis: El Altar de la Paz en el Campo de Marte (13-9 a. C.).
- Horologium Augusti (Reloj de Augusto) en el Campo de Marte.
- El Mausoleo de Augusto, en el Campo de Marte (comenzado en 29 a. C.).
- La «Casa de Augusto», su residencia privada en el Palatino.
- Augusto de Prima Porta, estatua thoracata encontrada en la Villa ad Gallinas Albas, propiedad de su esposa Livia.

- En Italia:
- Arco de Augusto en Rímini (Ariminium), 27 a. C..
- Arco de Augusto en Aosta (Augusta Praetoria).
- Puente de Augusto en Narni, Valle del Río Nar.
- Puerta principal de Fano (Fanum Fortunae), 9-10.

- En provincias:
- Arco triunfal y Teatro en Orange (Arausio), Francia.

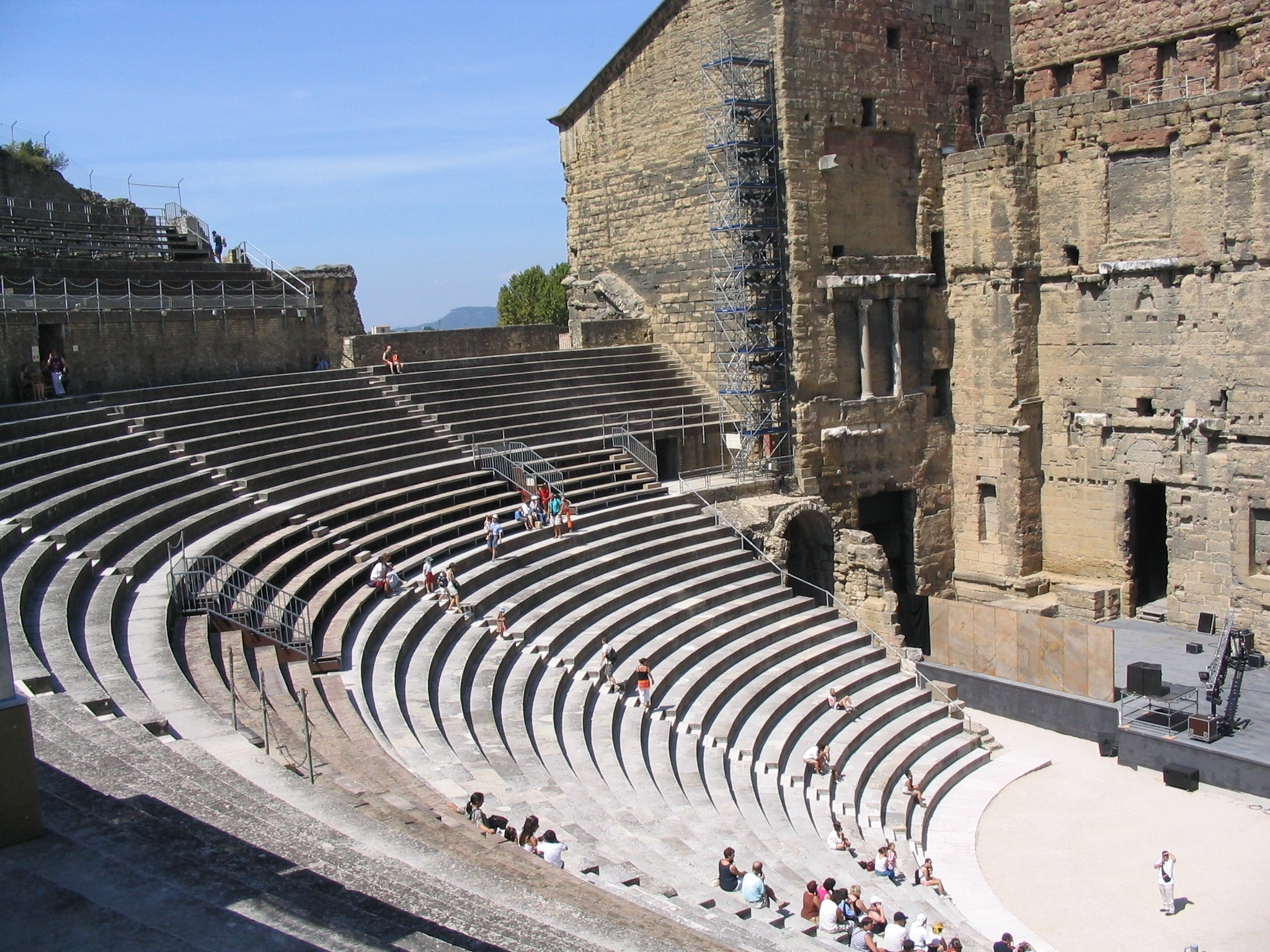
Teatro de Orange, Francia.
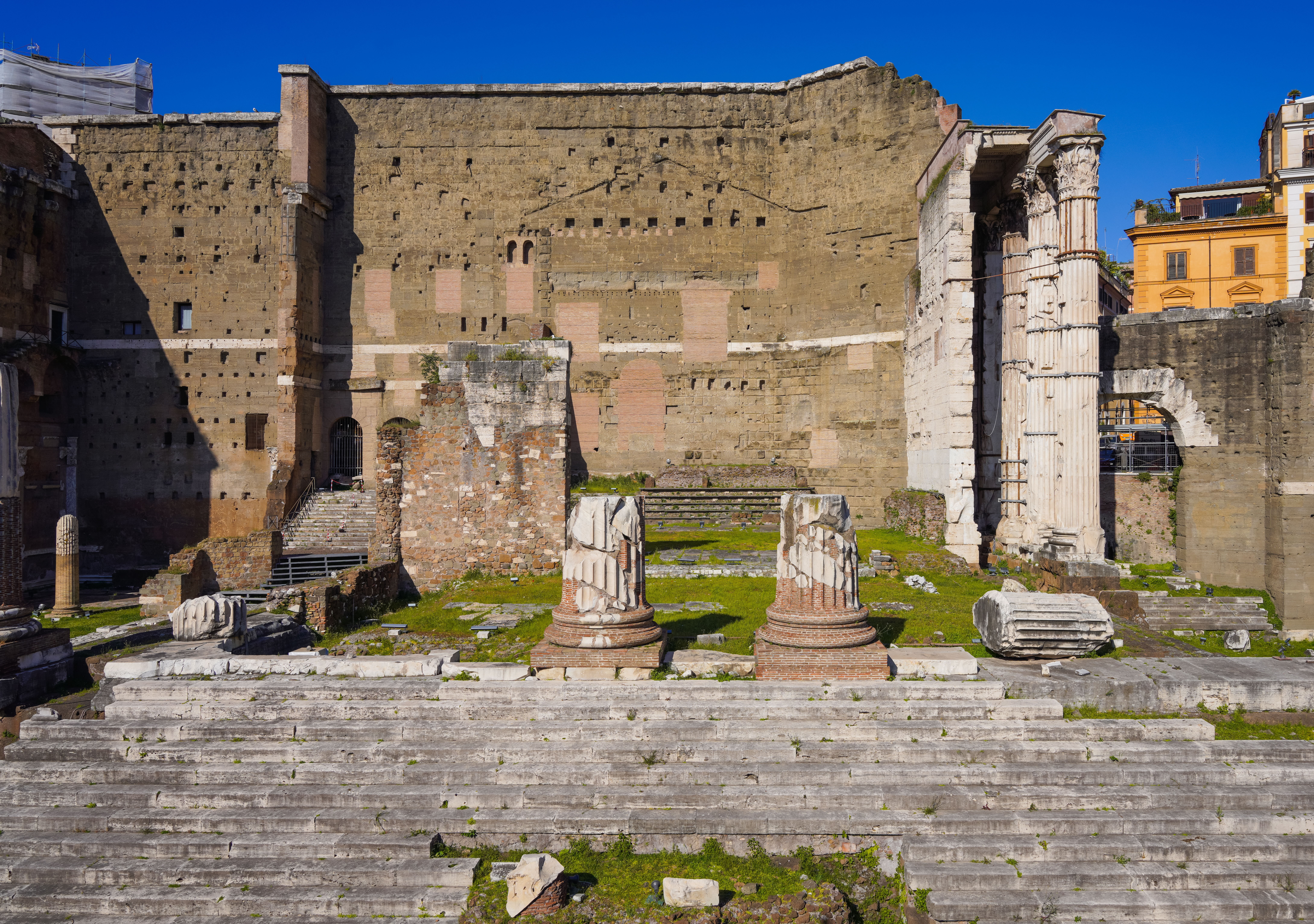
Templo de Marte en el Foro de Augusto, Roma
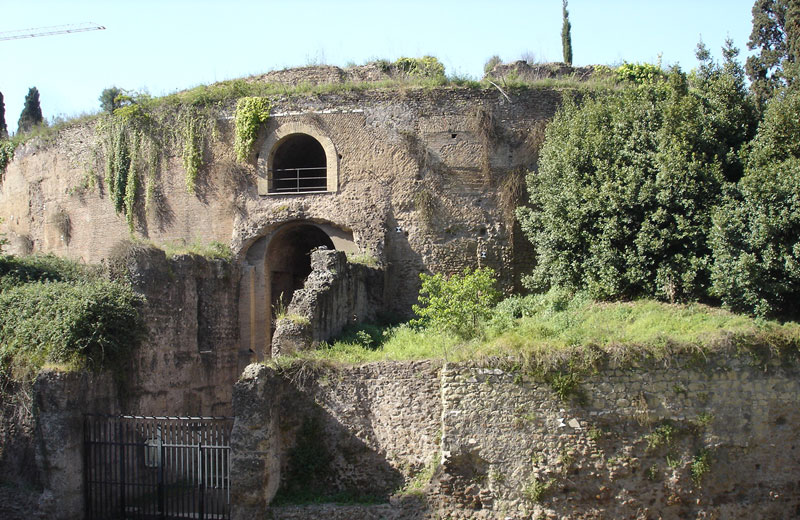
Mausoleo de Augusto, Campo Marcio, Roma

## Augusto en la posteridad
Con el paso del tiempo, la imagen de Augusto estuvo expuesta a una gran cantidad de cambios e influencias constantes que poco o nada tenían que ver con su persona y su régimen. Historiadores como Suetonio lo alabaron en gran medida, mientras que otros como Tácito se mostraron más críticos. Ciertamente, tras nacer Jesús de Nazaret en la época de Augusto, los cristianos de la Antigüedad tardía y la Edad Media equipararon constantemente la Paz augusta con la Paz cristiana. Incluso en los tiempos modernos, algunos políticos querían crear, cada uno con diferentes motivos, similitudes entre ellos mismos y la época de Augusto. Durante la Revolución Francesa, la creación del Directorio, después del reinado de terror de los jacobinos en 1794, se comparó con el establecimiento del Principado. A su vez, en el siglo XX, se desató entre los fascistas italianos, una «fiebre augusta». Incluso en la época de la Alemania nazi, muchos historiadores antiguos, incluyendo a William Weber, vieron al imperio de Augusto como un modelo de renovación para la propia Alemania en cuanto a su Führer. El historiador Jochen Bleicken califica a Augusto como el «pionero» y «constructor del Imperio romano», asimismo, como aquel que «educó a las élites romanas». De igual forma, Dietmar Kienast dijo que Augusto era «un líder desinteresado en la propia historia».
El enfoque de Ronald Syme estuvo marcado por la propagación de los movimientos fascistas en la Europa de su tiempo. Para él, Augusto era un dictador. De modo similar a Mussolini —solo que con valoración negativa contraria— Syme veía en su ascensión paralelos con el fascismo naciente. El régimen de Augusto habría surgido de una revolución, él mismo habría sido un hombre de partido que con el soporte del dinero y las armas habría vencido a la vieja capa dirigente reemplazándola por una nueva. Como hombre poderoso y calculador habría llevado a la tumba la república en descomposición para dar fundamento a una autocracia tras una fachada republicana.
Dentro de la temática de Augusto en la cultura se han hecho varios proyectos, como en Cleopatra (película de 1963), donde el actor Roddy McDowall interpreta a Octavio. O la aclamada serie de televisión de 1976, Yo, Claudio (basada en la novela homónima de Robert Graves), donde el emperador Augusto es interpretado por Brian Blessed. Se le muestra como un hombre agradable y simpático que buscaba lo mejor para Roma y su familia; pero aun así, era un títere en manos de su esposa Livia, interpretada por Siân Phillips.
Asimismo, en la serie cinematográfica británico-italiana Imperium (constituida por cuatro películas en total, entre 2003 y 2006), dirigida por Roger Young, César Augusto es interpretado por el actor Peter O'Toole en Imperium: Augustus, donde se aborda la vida de Octavio desde antes de convertirse en emperador hasta su reinado como tal. Otros actores que participaron en dicha producción fueron Benjamin Sadler quien interpretó al joven Octavio, Charlotte Rampling (como Livia Drusila), Vittoria Belvedere (Julia la Mayor) y Ken Duken (Marco Vipsanio Agripa), (las películas restantes de la serie relatan las historias de Nerón, Simón Pedro y Pompeya). 
En el 2005, en la miniserie estadounidense para televisión EMPIRE, el actor Santiago Cabrera interpreta a un apuesto y joven Octavius que lucha contra Marco Antonio como heredero legítimo de Julio César en el poder de Roma.
De igual forma, en la primera temporada de la serie televisiva Roma de 2005, el joven Octavio es interpretado por Max Pirkis. Augusto es un joven que vive de cerca la guerra civil entre Julio César y sus oponentes políticos. La segunda temporada comienza tras la muerte de Julio César y narra los acontecimientos que culminan con el ascenso de Octavio a la posición de Primer Ciudadano. Al principio de esta última temporada, Max Pirkis vuelve a interpretar a Augusto, cambiando a mitad de temporada por Simon Woods para encarnar a un Augusto más maduro. Se le presenta como un hombre ambicioso, manipulador, sin escrúpulos, frío, y sin carisma para conectar con el pueblo. A medida que va asumiendo poder sus ofertas de pacto adquieren una forma más ventajosa, pero en el fondo se aprecian como órdenes que no se pueden rechazar. Triunfa gracias a una mezcla de astucia política y el miedo que infunde, tanto en sus enemigos como en sus allegados. Quedan fuera de la descripción de su personalidad las virtudes que le hicieron un buen gobernante, y una persona querida y respetada durante siglos.